# Egyesült Királyság
Nagy-Britannia és Észak-Írország Egyesült Királysága (angolul United Kingdom of Great Britain and Northern Ireland) – egyszerűen csak Egyesült Királyság (UK) vagy (pontatlanul) Nagy-Britannia (GB) – nyugat-európai szigetország,  mely a Brit-sziget teljes területét és az Ír-sziget északkeleti részét, valamint több kisebb szigetet foglal magába. Szárazföldi határa csak Észak-Írországnak van, Írországgal, ettől eltekintve az országot az Atlanti-óceán, az Északi-tenger, a La Manche és az Ír-tenger határolja. A legnagyobb szigetet, a Brit-szigetet a Csatorna-alagút köti össze Franciaországgal. 2020. január 31. óta hivatalosan nem tagja az Európai Uniónak.
Az Egyesült Királyság egységállam (unitárius állam), melynek négy országrésze Anglia, Észak-Írország, Skócia és Wales. Parlamentáris monarchia, államfője a több mint 70 évig uralkodó II. Erzsébet brit királynő fia, III. Károly brit király. A parlament Londonban, az ország fővárosában van, de jogainak egy részét átruházta a három nemzeti fővárosban működő parlamentre, melyek Belfastban (Észak-Írország), Cardiffban (Wales) és Edinburgh-ban (Skócia) működnek. A Csatorna-szigetek és Man szigete brit koronafüggőség, az országnak nem részei, de azzal föderatív módon összekapcsolódnak. Az Egyesült Királyságnak tizennégy tengerentúli területe van, mind az egykori Brit Birodalom, a valaha volt legnagyobb birodalom maradványa, mely legnagyobb kiterjedésének idején, 1922-ben, a szárazföldi területek mintegy negyedét uralta. A brit befolyás a birodalom megszűnése után is felfedezhető a nyelvben, a kultúrában, és számos országban a jogrendszerben is. III. Károly a Nemzetközösség feje, és államfője a Nemzetközösségi királyság tagállamainak.
Az Egyesült Királyság fejlett ipari ország, nominális GDP-jét tekintve az ötödik, vásárlóerő-paritását illetően pedig a hatodik legfejlettebb gazdaság. A 19. század folyamán a világ első iparosodott államává vált, a 20. század elején pedig a világ legerősebb hatalma volt. A két világháború veszteségei és a birodalom széthullása megszüntette vezető szerepét. Kétségtelen azonban, hogy az ország ma is nagyhatalom, gazdasági, politikai, kulturális és katonai befolyása jelentős. Atomhatalom, honvédelmi költségvetése a harmadik legnagyobb az országok között. Az ENSZ Biztonsági Tanácsa állandó tagja, továbbá tagja a G8-nak, a NATO-nak, az OECD-nek, a Kereskedelmi Világszervezetnek és a Nemzetközösségnek.

## Neve
Nagy-Britannia
Egyesült Királyság
Az 1707-es Uniós törvények kimondták, hogy Anglia (+ Wales) és Skócia királysága "Nagy-Britannia" néven egyesül "egy királyságba". Az Egyesült Királyság kifejezést alkalmanként használták Nagy-Britannia szinonimájaként, de a hivatalos neve 1800-ig Nagy-Britannia volt. Az 1800-as törvények a következő évben egyesítették Nagy-Britannia és Írország királyságát, amelyek az Egyesült Királyságot, hivatalos nevén Nagy-Britannia és Észak-Írország Egyesült Királyságát megalkották.
Az Egyesült Királyság, valamint függelékeinek területén az angol mellett több másikat is elismernek mint honos regionális nyelvet, melynek eljárását A regionális vagy kisebbségi nyelvek európai kartája tartalmazza. Ezeken a nyelveken a következőképp nevezik az Egyesült Királyságot:
- korni nyelven – Rywvaneth Unys Breten Veur ha Kledhbarth Iwerdhon;
- ír nyelven – Ríocht Aontaithe na Breataine Móire agus Thuaisceart Éireann;
- scots nyelven – Unitit Kinrick o Great Breetain an Northren Irland;
- skót gael nyelven – Rìoghachd Aonaichte Bhreatainn Mhòir agus Èireann a Tuath;
- walesi nyelven – Teyrnas Unedig Prydain Fawr a Gogledd Iwerddon.

## Földrajza

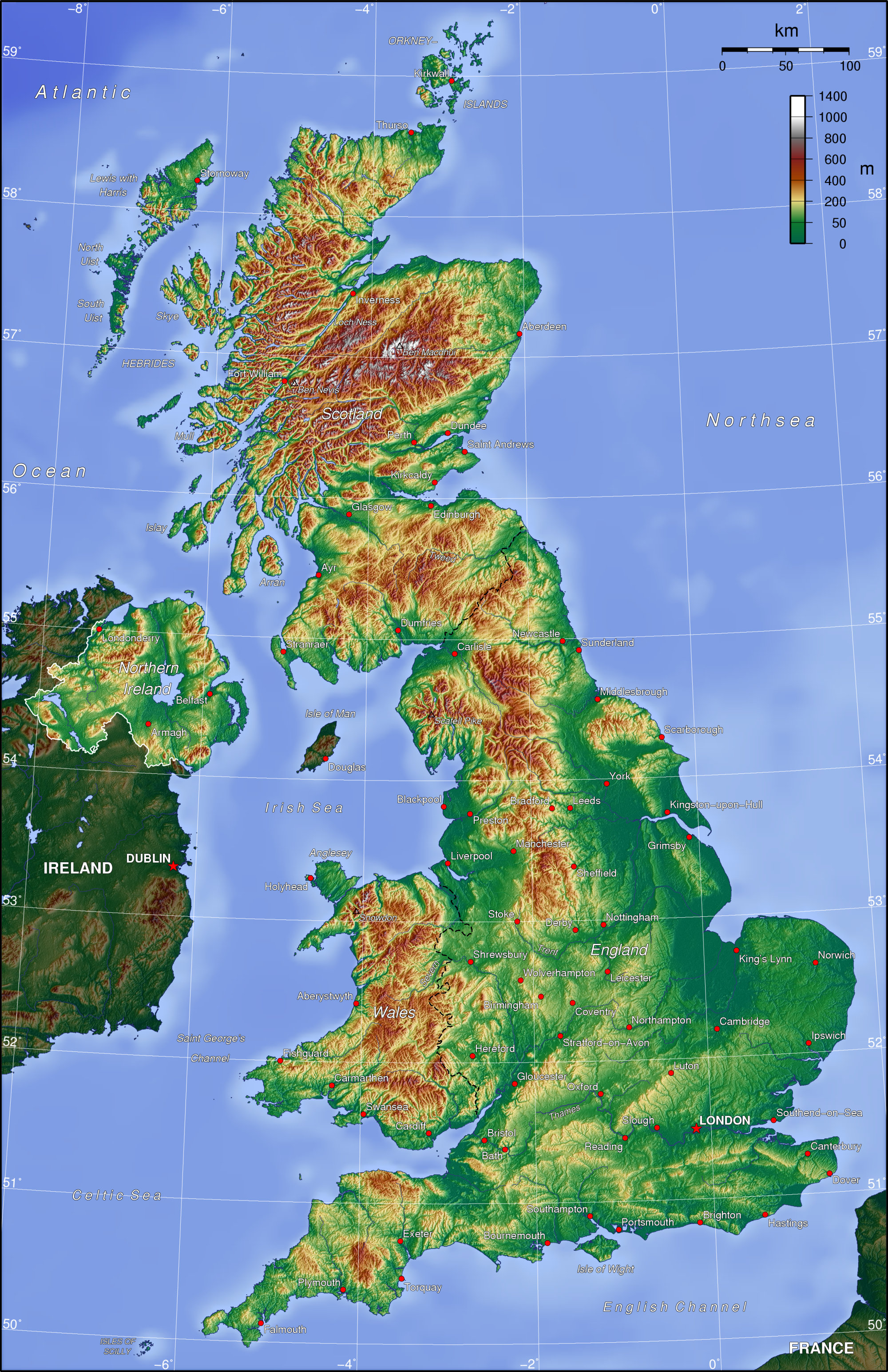
Domborzat

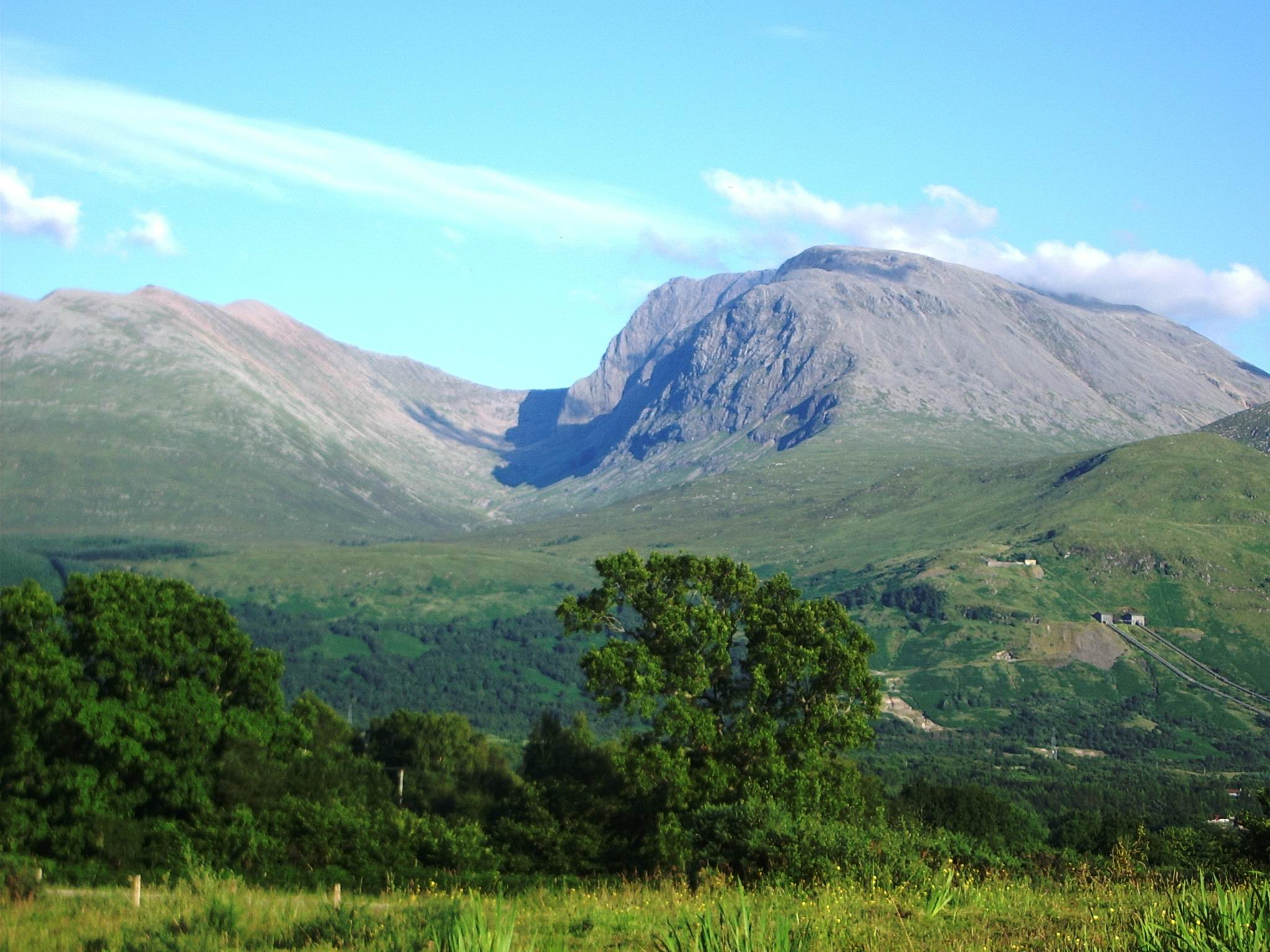
A Skóciában található Ben Nevis az Egyesült Királyság és egyben a Brit-szigetek legmagasabb pontja

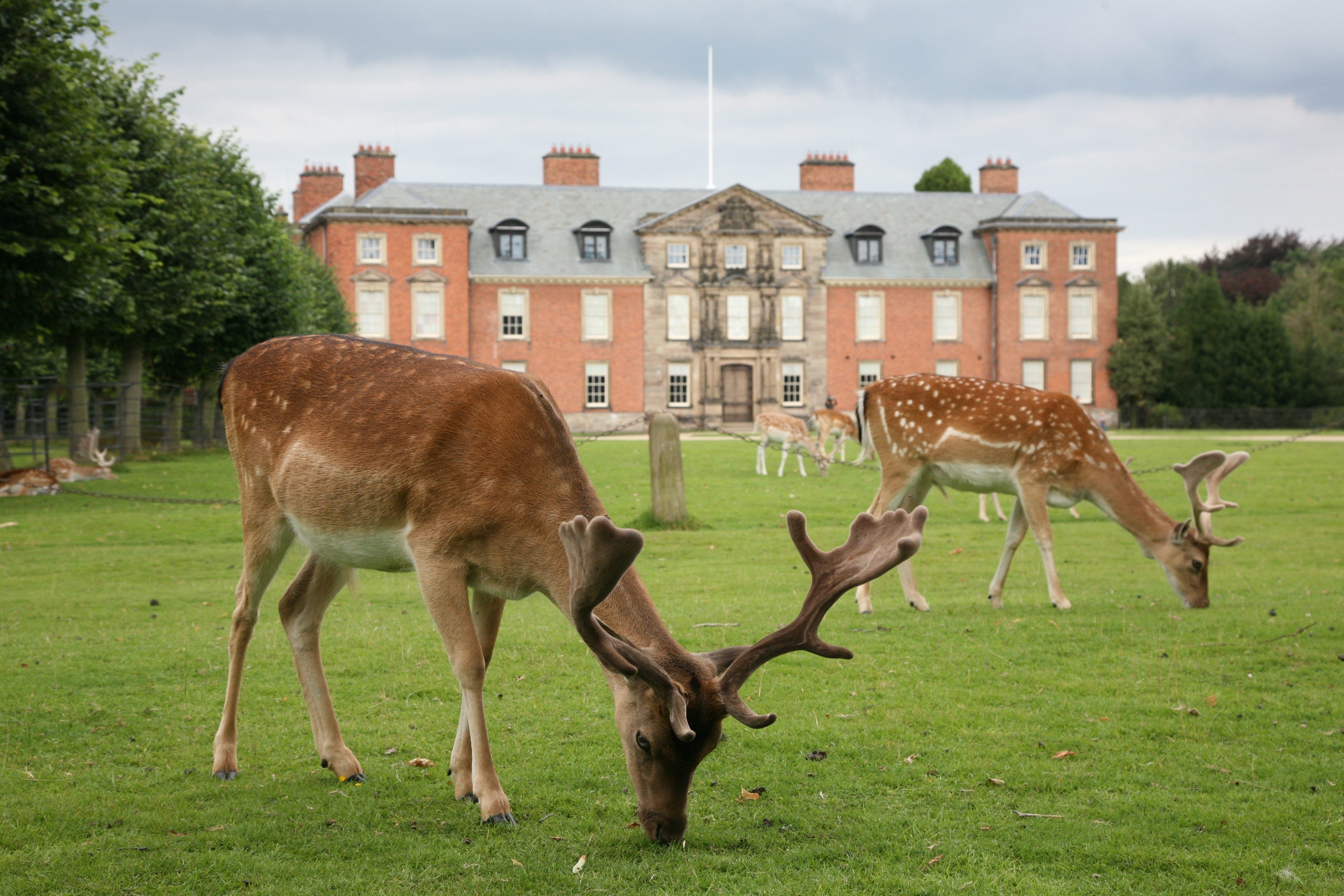
Dámvad

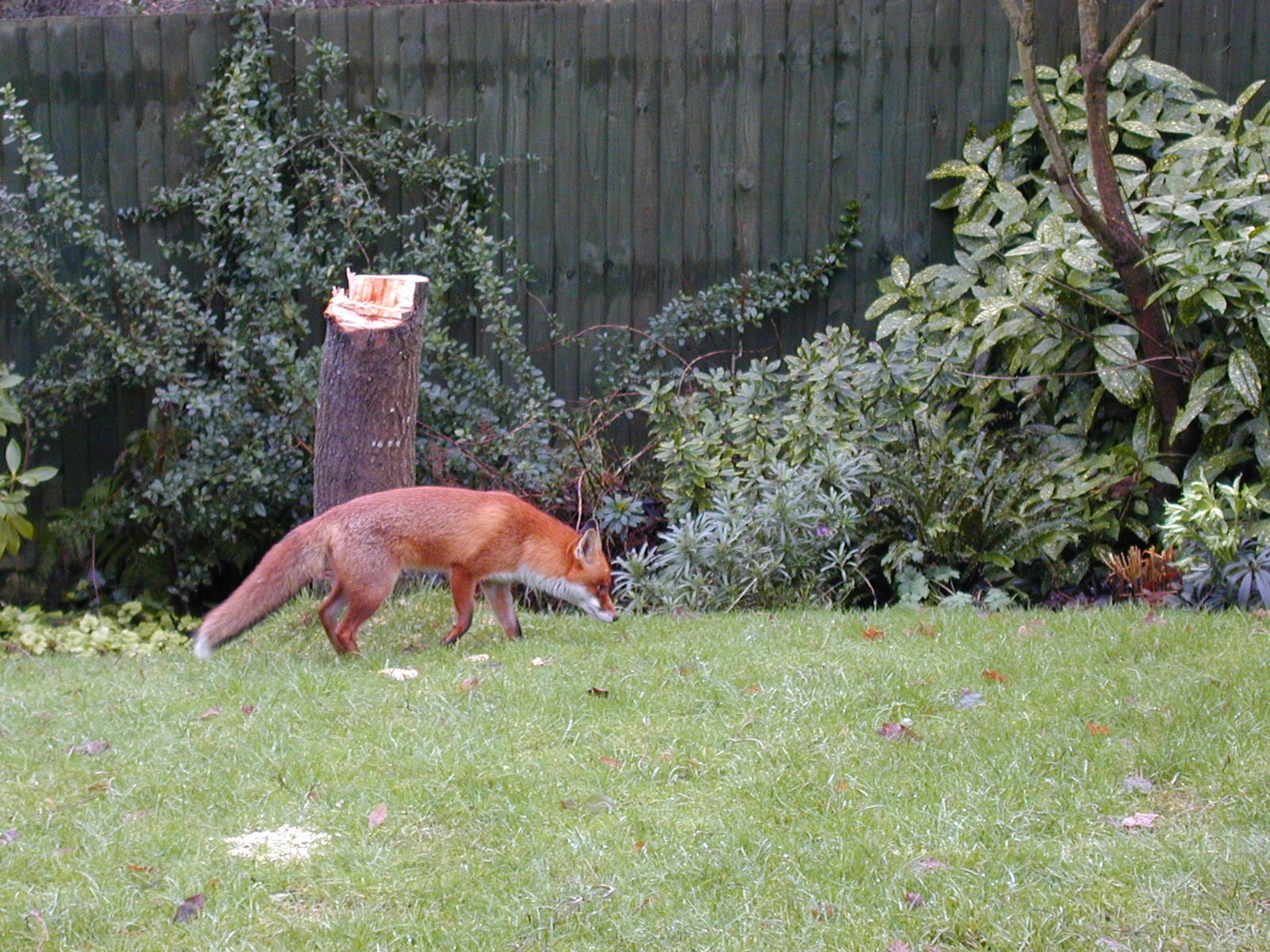
Urbanizálódott vörös róka egy ház kertjében

A Brit-szigetet, az Ír-szigetet és a körülöttük fekvő mintegy 1000 kisebb-nagyobb szigetet együttesen Brit-szigeteknek is nevezik (British Isles).
A két fő szigeten kívül a legjelentősebbek a Nyugat-Skócia partjai mellett található Hebridák szigetcsoport és a skót szárazföldtől északkeletre fekvő Orkney és Shetland, amelyek közigazgatásilag Skóciához tartoznak, valamint az Ír-tengerben elhelyezkedő, önálló Man szigete.
Az Egyesült Királyság területi megoszlása: 
- Anglia – 53,3%,
- Skócia – 32,2%,
- Wales – 8,5%,
- Észak-Írország – 5,7%
- Egyéb területek – 0,3%

### Domborzat
A Brit-szigeten a kőzetek ÉNY-DK-i irányban fiatalodnak: Skócia északnyugati részén ősmasszívum bukkan a felszínre. A kaledóniai eredetű Skót-felföldet a DNY-ÉK irányú Glen More-törésvonal osztja ketté, amelyben a Kaledon-csatorna húzódik. A Kaledon-csatornától délkeletre a Grampian-hegység található, melynek legmagasabb csúcsa a Ben Nevis (1343 m). A Skót-alföldet bazalt táblahegyek tarkítják. A Dél-Skót-felföld legmagasabb része, a Cheviot Hills Skócia és Anglia természetes határa. A Pennine-hegység Anglia középső részén húzódik, óidei mészkőből áll, peremén kőszénkészletekkel. A Walesi-hegység (vagy Cambriai-hegység) predikatív szerkezetű. A sziget délkeleti részén az Angol-lépcsővidék és az általa közrefogott Londoni-medence fekszik.

### Vízrajza
A Brit-szigeteken a bőséges csapadék hatására sűrű vízhálózat alakult ki. Az aránylag kis terület és a domborzati viszonyok következtében azonban a folyók rövidek, a Shannon, a Severn vagy a Temze (Thames) alig haladja meg a Bodrog vagy a Hernád hosszát. Gazdasági jelentőségüket egyenletes vízjárásuknak, bő vizüknek, fagymentességüknek és tölcsértorkolatuknak köszönhetik. Mivel a vízválasztók sok helyen alacsonyak, a folyók csatornákkal jól összeköthetők. A tengerjárás csaknem minden folyón hosszú és mély tölcsértorkolatokat alakított ki, a Temze például Oxfordnál kisvíz idején még átgázolható, Londonnál pedig már tengerjáró hajók járnak rajta.
Az Ír-sziget és a Skót-felföld glaciális eredetű tavakban gazdag. Festői látványuknak jelentős idegenforgalmi értéke van. Az Egyesült Királyság legnagyobb tava az Ír-szigeten Lough Neagh (388 km²).

### Éghajlata
Uralkodó a nedves óceáni éghajlat, amelyet a Golf-áramlat befolyásol. Jellemzőek a hűvös nyarak és az enyhe telek, a naponta változó időjárás, a magas páratartalom és a gyakori ködképződés. A domináló nyugati áramlás többnyire nagyobb csapadékmennyiséget hoz magával. A januári átlaghőmérséklet +2 és −4 °C közötti, a júliusi 14–17 °C között ingadozik. Az évi átlagos csapadékmennyiség NY–K-i irányban csökken, a hegyekben aláhulló 2500 mm-től a síkságon mért 700 mm-ig. Átlagosan 1000 mm csapadék esik az ország területének nagyobb részén.
A magas páratartalom miatt gyakori a sűrű köd, mely a nagyvárosok túlszennyezett levegőjével szmogot képez. Ez káros az egészségre, de a környezetvédelmi intézkedéseknek köszönhetően ma már egyre ritkábban fordul elő.

### Élővilág, természetvédelem
Angliában kezdődött az ipari forradalom és ennek súlyos hatása volt a környezetre: szennyeződött a levegő és a vizek minősége is romlott. A nagyvárosok kialakulása megelőzte a szennyvízkezelés technikájának fejlődését. Mára a helyzet nagyon sokat javult, köszönhetően a régóta folyó céltudatos környezetvédelmi tevékenységnek, valamint a legszennyezőbb ipari és bányaüzemek megszűnésének.

#### Nemzeti parkok

Lake District tóvidék

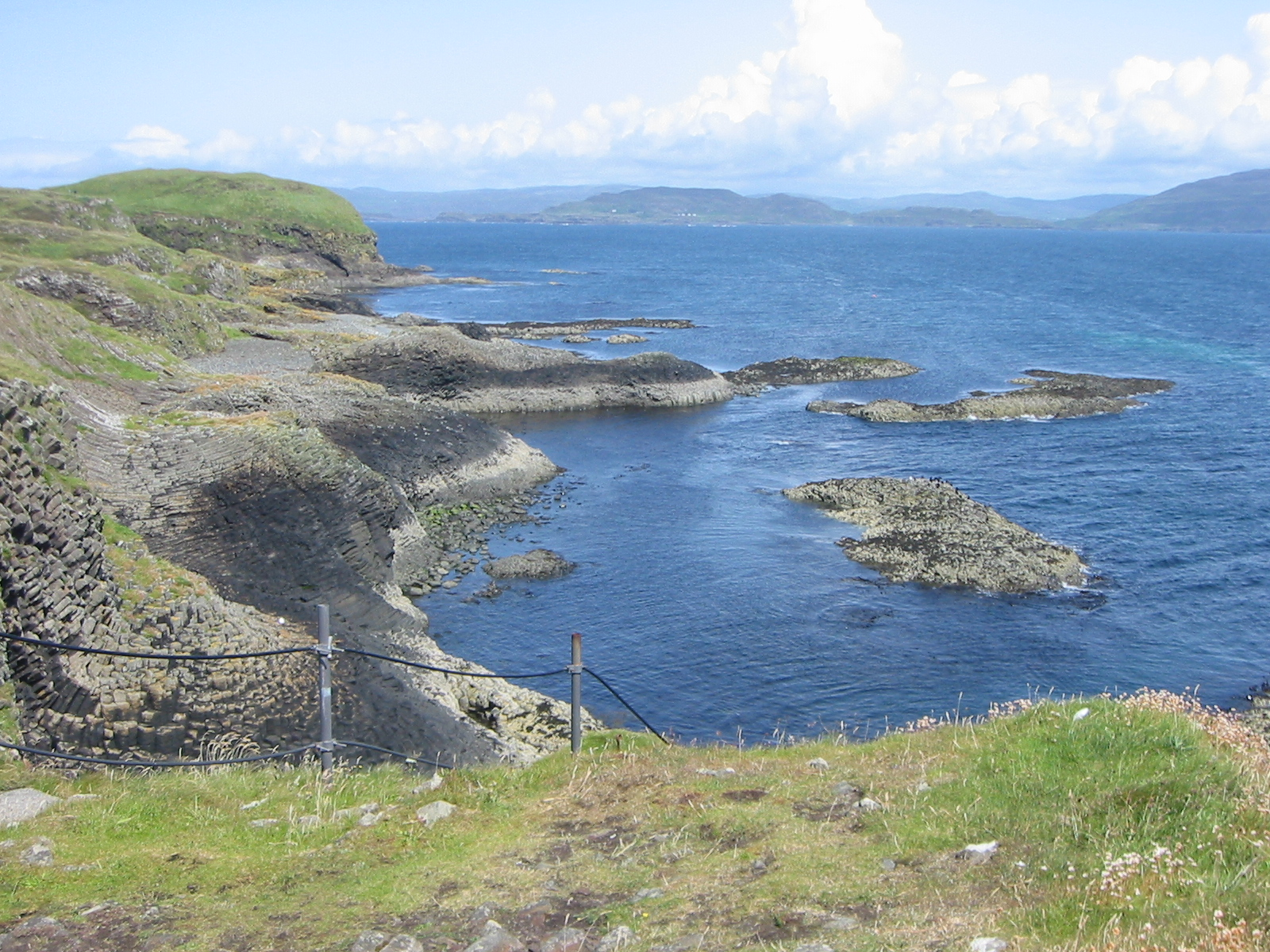
Staffa, Skócia

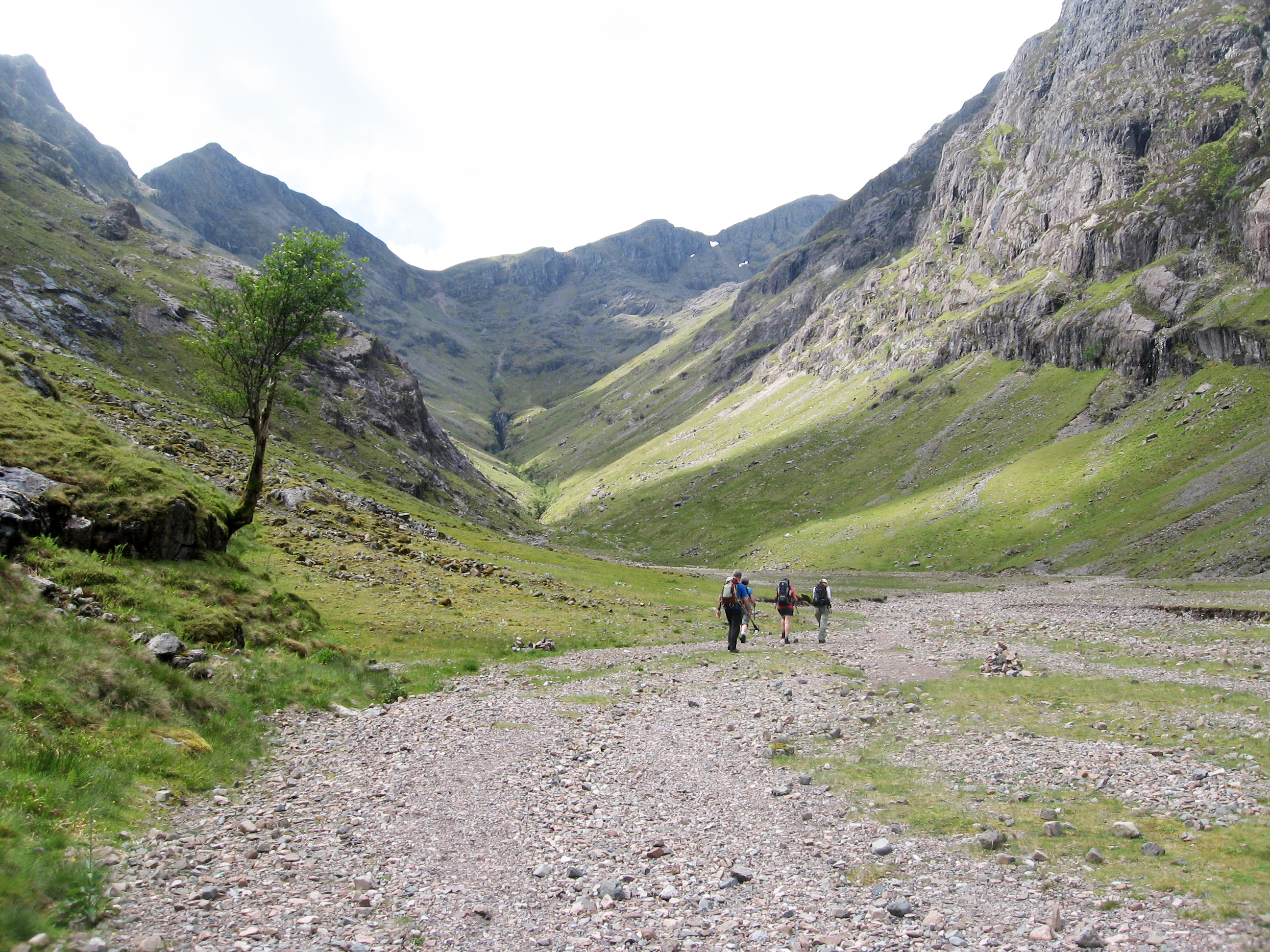
Coire Gabhail, Skócia

A brit nemzeti parkok hivatalos honlapján látható, hogy nagy területen alakítottak ki nemzeti parkokat. Ezek:
- Brecon Beacons Nemzeti Park, Wales
- Cairngorms Nemzeti Park a Skót-felföldön
- Dartmoor Nemzeti Park a Cornwall-félszigeten
- Exmoor Nemzeti Park Dél-Angliában
- Loch Lomond Nemzeti Park Skóciában
- Lake District Nemzeti Park — évi 16,4 millió látogatóval az Egyesült Királyság legnépszerűbb nemzeti parkja
- New Forest Nemzeti Park Délkelet-Angliában
- Northumberland Nemzeti Park az angol-skót határvidéken
- North York Moors Nemzeti Park Észak-Angliában
- Peak District Nemzeti Park Közép-Angliában, a Pennine-hegység déli végén
- Pembrokeshire Coast Nemzeti Park, Wales
- Snowdonia Nemzeti Park Archiválva 2013. március 12-i dátummal a Wayback Machine-ben, Wales
- South Downs Nemzeti Park Londontól délre
- The Broads Nemzeti Park Kelet-Angliában
- Yorkshire Dales Nemzeti Park Észak-Angliában

#### Természeti világörökség
Az UNESCO a következő helyeket tartja nyilván természeti világörökségként az Egyesült Királyság területén:
- Óriások útja és a hozzá tartozó tengerpart;
- Saint Kilda-szigetcsoport egyaránt része a természeti és a kulturális világörökségnek;
- Henderson-sziget a Csendes-óceánon, ma is Nagy-Britannia külbirtoka;
- A Gough-sziget vadrezervátuma az Atlanti-óceán déli részén;
- Dorset és Kelet-Devon tengerpartja (Jurassic Coast);
- Lake District (Tóvidék) Nemzeti Park Észak-Angliában;

## Történelme

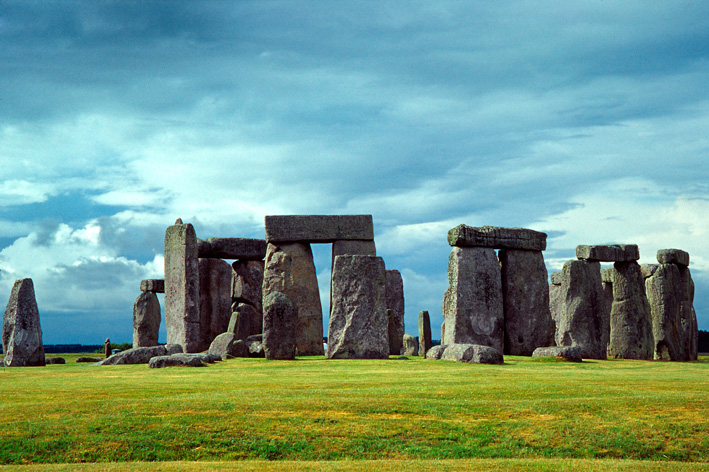
Stonehenge

A Britannia név görög és latin nevekből származik, melyeknek valószínűleg kelta eredetijük volt. A kelták viszonylag későn jöttek a brit szigetekre, de az írott történelem velük kezdődött. A „kelta” összefoglaló névként is használatos, az angolszászok előtt a Brit-szigeteken élő népeket nevezik így.
Julius Caesar i. e. 55-ben és 54-ben két expedíciót küldött Britanniába, melyet végül i. sz. 43-ban szálltak meg a rómaiak. A megszállt terület délről lassan észak felé terjeszkedett. A rómaiak 409-ben vonultak ki, ezután angolok, szászok és jüt törzsek telepedtek be Észak-Európából. Több kis angol királyság jött létre a ma Walesként és Cornwallként ismert területeken, melyek közül kiemelkedett Northumbria északon, Mercia Közép-Angliában és Wessex délen. Majd vikingek érkeztek Skandináviából. A 10. században a Wessex-ház legyőzte a dánokat, és kiterjesztette hatalmát egész Angliára.
597-ben a Canterburyi Szent Ágoston vezette pápai misszió megtérítette a wessexi királyt, és megalapította az angol egyházat. 789-795 között a vikingek sorozatosan támadták a partvidéket. 832-860 között a skótok és a piktek Kenneth MacAlpin vezetésével megalapították a Skót Királyság elődjét.

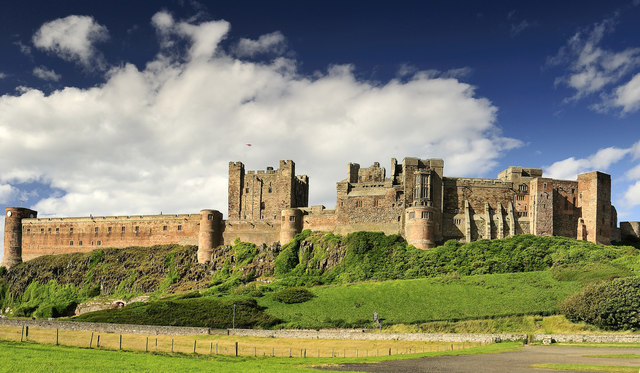
Bamburgh középkori vára Észak-Angliában

860-ban a dánok leigázták Kelet-Angliát, Northumbriát és Kelet-Merciát. 871-től 28 éven át Nagy Alfréd király uralkodott Wessexben.

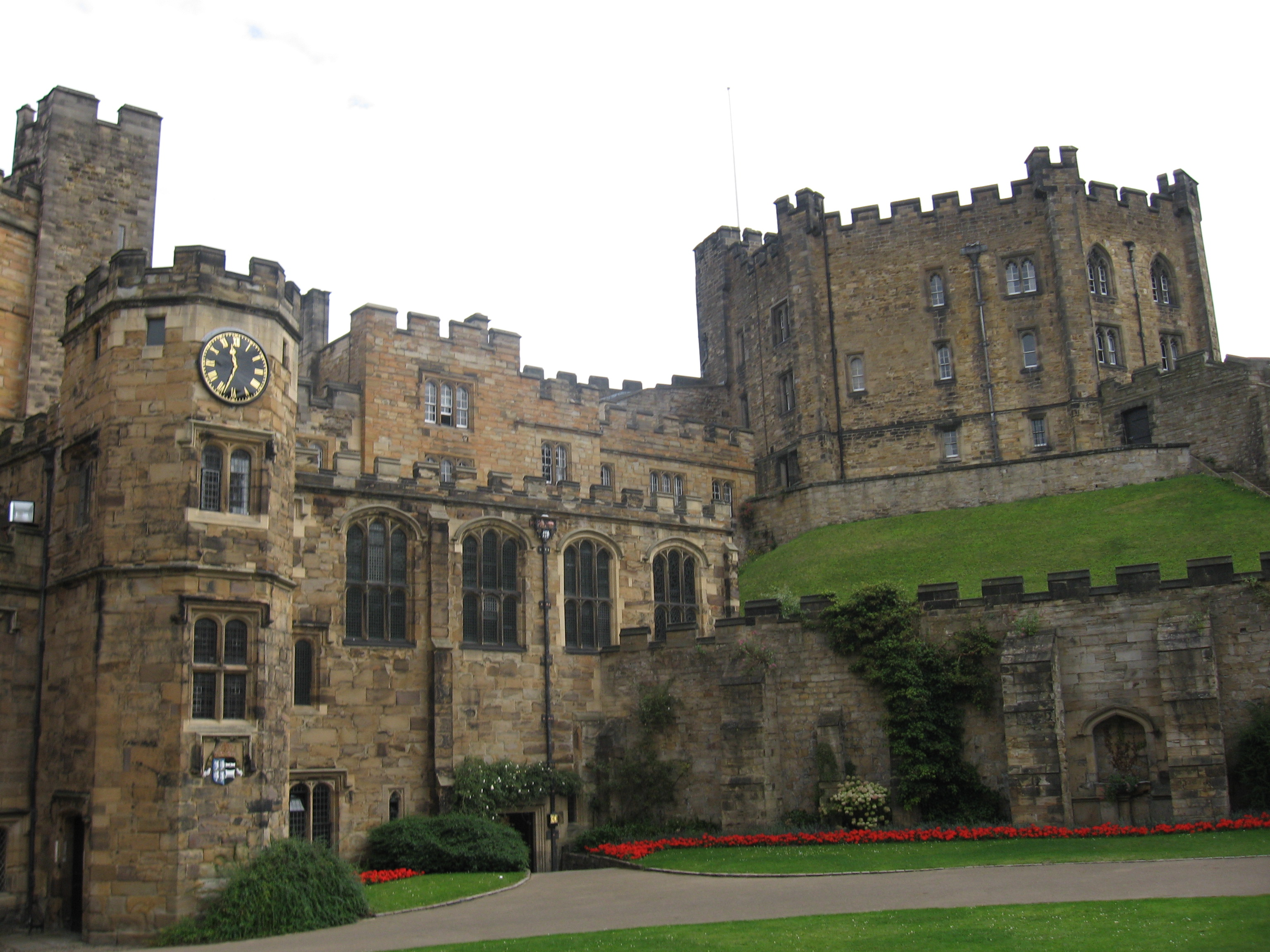
A durhami vár

1066-ban Hódító Vilmos a normannok élén legyőzte II. Haroldot a hastingsi csatában, Anglia királya lett és dinasztiát alapított. A jelenleg uralkodó III. Károly is az ő egyenes ági leszármazottja. 1215-ben Földnélküli János aláírta a Magna Chartát.
I. Eduárd 1301-ben meghódította Walest, fia lett az első walesi herceg, 13 évvel később a bannockburni ütközetben a Skót Királyság megvédte ellene függetlenségét. 1337-ben kezdődött a francia trón örökléséért vívott százéves háború Franciaország és Anglia között. Az 1348–1349-es pestisjárvány következtében Anglia lakossága harmadát vesztette el. 1381-ben tört ki Wat Tyler parasztlázadása Angliában.
1455-ben kitört a rózsák háborúja a York és a Lancaster-ház hívei között. A három évtizedes trónviszály végén, VII. Henrik trónra lépésével egyesült a két dinasztia, megkezdődött a Tudor-korszak. 1477-ben nyomtatta az első könyvet Angliában William Caxton.
1534-ben VIII. Henrik király elszakadt a pápaságtól, feloszlatta a szerzetesrendeket, és megalakította az anglikán egyházat. 1542-ben egyesült Anglia és Wales. 1547-ben a államvallás lett az anglikán vallás. 1553-tól öt éven át tartott a katolikus reakció I. Mária uralkodása alatt. 1558-ban Anglia végleg elvesztette Calais-t, az utolsó angol birtokot Franciaországban. Ebben az évben lépett trónra I. Erzsébet, 1603-ig tartó uralkodását Anglia aranykorának nevezik. 1588-ban az angol flotta legyőzte a spanyol hajóhadat.
1603-ban perszonálunióra lépett skót és az angol királyság a skót Stuart dinasztia trónraléptével. 1642-ben polgárháború tört ki a király és a parlament között. Megalakult az Angol Köztársaság, 1649-ben kivégezték I. Károly királyt. 1660-ban restaurálták a monarchiát, az új király II. Károly lett. 1688-ban a Stuartokat száműzték, az angol trónra Hollandia helytartóját, Orániai Vilmost és Máriát hívták meg.
1707-ben egyesült Anglia és Skócia, Nagy-Britannia (Egyesült) Királysága néven. 1714-ben trónra lépett a Hannover-ház. Az 1775–1783 között vívott amerikai függetlenségi háborúban elvesztek az észak-amerikai gyarmatok.
1801-ben Nagy-Britannia Egyesült Királysága és Írország egyesült, az államot ettől kezdve Nagy-Britannia és Írország Egyesült Királyságának hívták. 1825-ben átadták az első közforgalmú vasútvonalat. 1829-ben egyenjogúsították katolikusokat. A század második felében kialakult a Brit Birodalom.

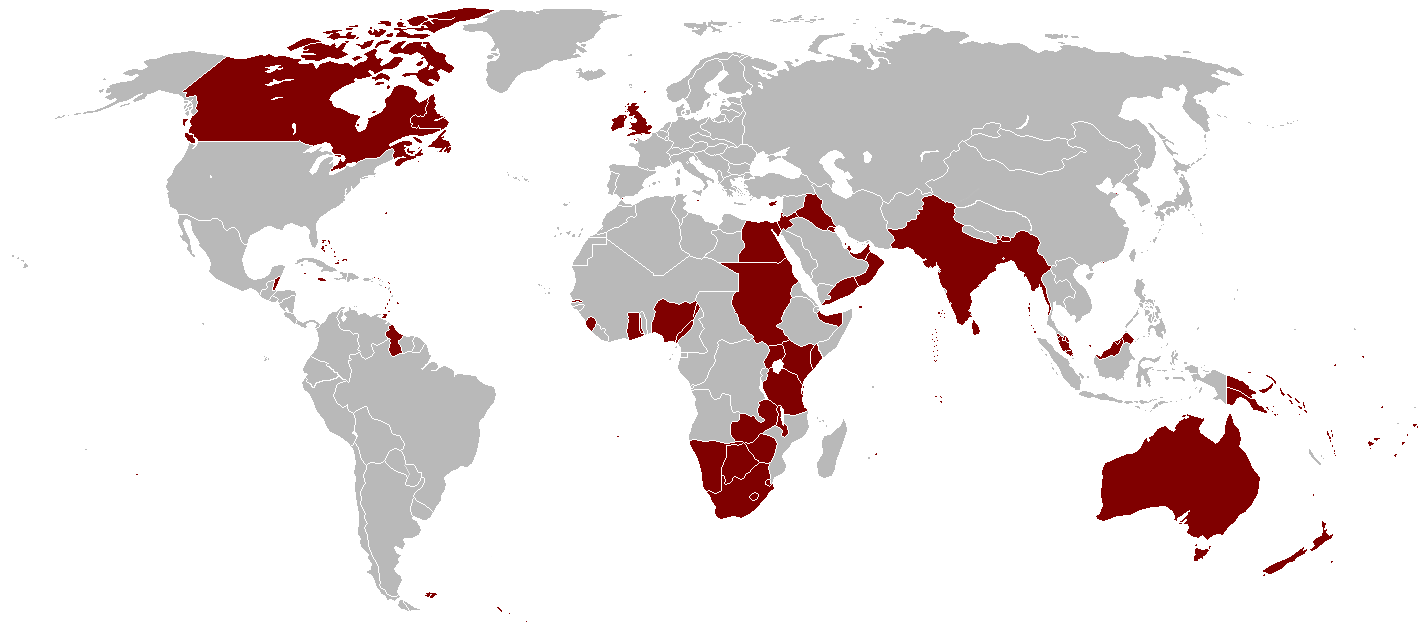
A bordóval jelzett területek mutatják a Brit Birodalom 1921-es kiterjedését

1898–1902 között vívták Dél-Afrikában a búr háborúkat. Az I. világháborúban az antant tagja volt. A győzelem után számos korábbi német és török gyarmatot a Brit Birodalomhoz csatoltak, mely ekkor érte el legnagyobb területi kiterjedését. 1921-ben aláírták az angol-ír szerződést, megalakult az Ír Szabadállam, az ország neve 1927-től Nagy-Britannia és Észak-Írország Egyesült Királysága. A II. világháborúban (1939–1945) súlyos veszteségeket szenvedett az ország.
1952-ben lépett trónra II. Erzsébet. Az Egyesült Királyság 1973-ban lépett be a Közös Piacba.
2016. június 23-án nem ügydöntő népszavazást tartottak a Brexitről, azaz az Egyesült Királyságnak az Európai Unióból való kilépéséről.A szavazatok 52:48 arányban a kilépést támogatták.
2020. január 31-én 23:00-kor (magyar idő szerint éjfélkor) az Egyesült Királyság hivatalosan is kilépett az Európai Unió-ból.
2022. szeptember 8-án, 96 éves korában elhunyt II. Erzsébet, utóda III. Károly lett.

## Államszervezet és közigazgatás

### Alkotmány, államforma

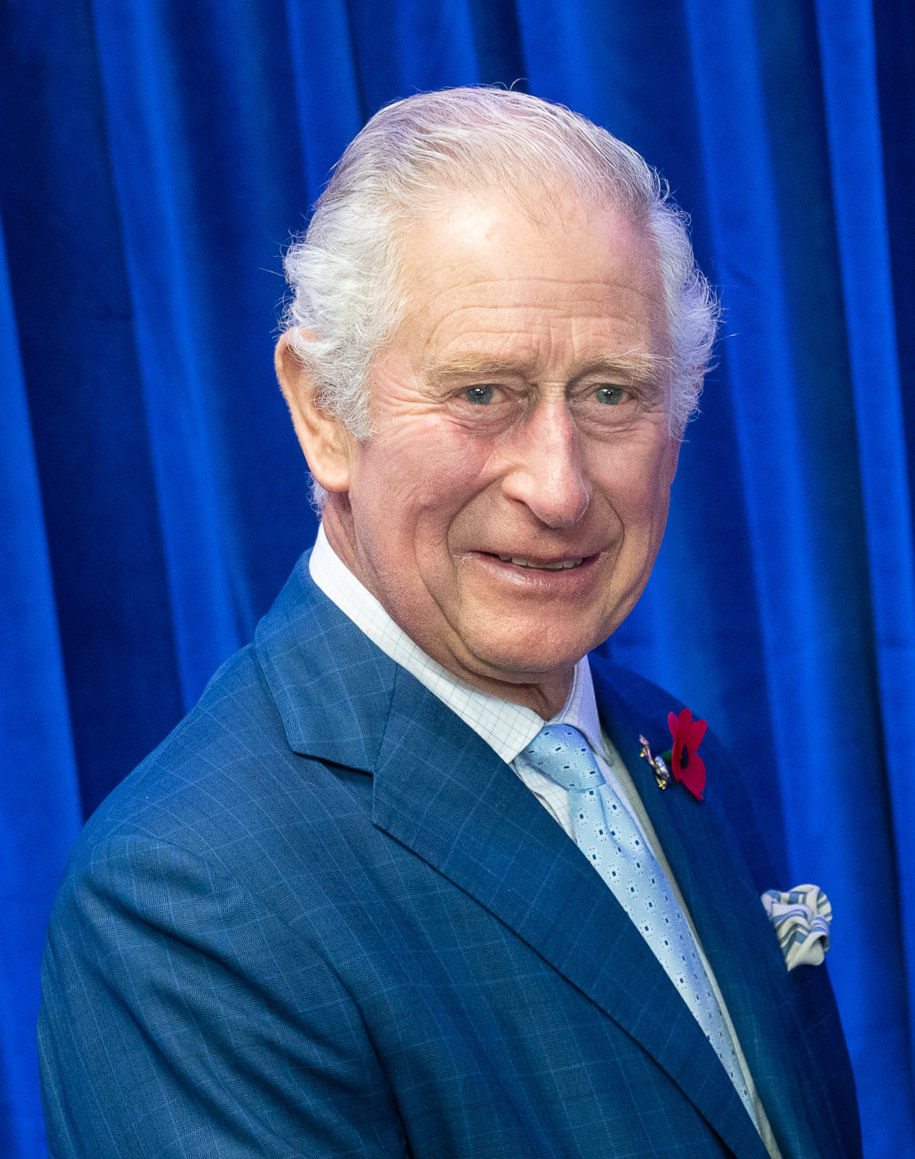
III. Károly 2021-ben

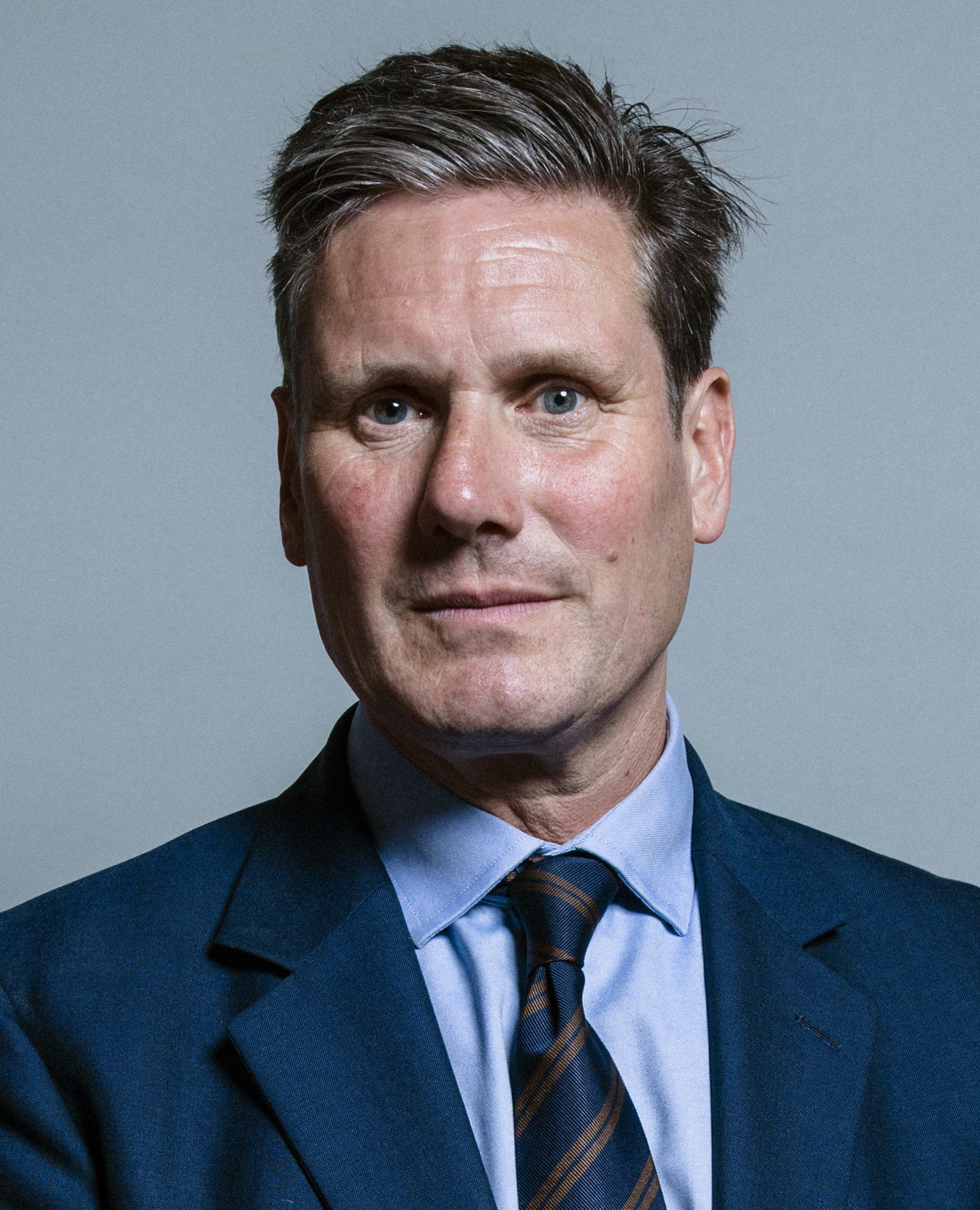
Keir Starmer miniszterelnök

A brit alkotmány úgynevezett történeti alkotmány, mely nem konkrét, írott jogszabály, hanem folyamatosan alakul különböző törvényhozási aktusok által.
Az Egyesült Királyság államformája monarchia, kormányformája parlamentáris monarchia, ahol a király „uralkodik, de nem kormányoz". Az államhatalmat a miniszterelnök és a parlament gyakorolja, így a király vagy királynő szerepe főképp reprezentatív, ő a nemzet egységének jelképe.
Az elmúlt ezer év alatt ez csak egyszer szakadt meg, az 1649 és 1660 közötti angol forradalom alatt, amikor az ország köztársaságként (Commonwealth of England) rendezkedett be. Oliver Cromwell (1599. április 25. – 1658. szeptember 3., uralkodott: 1649–1658), a polgárháború vezére vette kezébe az ország irányítását, Lord Protector címmel az ország államfője lett és beköltözött a királyi palotába. Noha a kortársak koronázatlan királynak tekintették, és a Humble Petition and Advice című dokumentummal fel is ajánlották neki a koronát, elveszítette a köztársaságiak rokonszenvét. Halála után fia, Richard Cromwell (1626. október 4. – 1712. július 12., uralkodott: 1658–1659) lépett a helyére, aki már nem volt olyan erőskezű, mint elődje.

### Törvényhozás, végrehajtás, igazságszolgáltatás

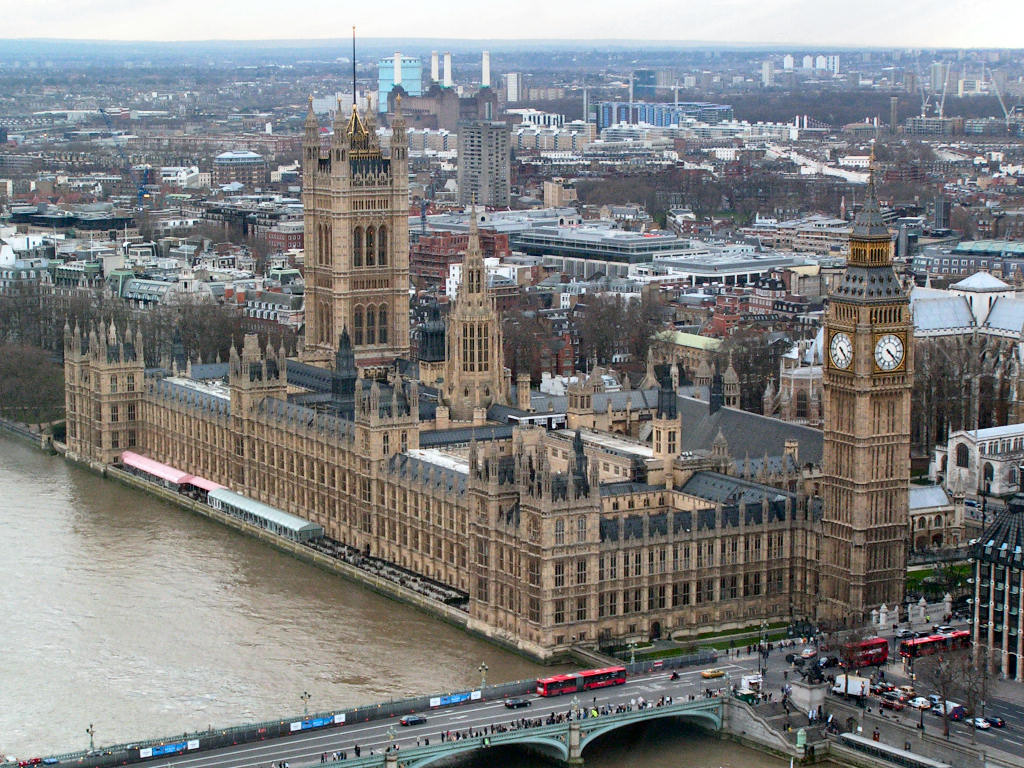
A parlament épülete Londonban

A legfőbb törvényhozó szerv a parlament (Houses of Parliament), mely a Lordok Házából (House of Lords) és az Alsóházból (House of Commons, szó szerint „köznép háza” v. „közrendiház”, képviselőház) áll. Az Alsóház 650 képviselőjét egyidőben, egyéni választókerületi rendszerben, általános, egyenlő és titkos szavazással, egyszerű többséggel választják (az elhunyt vagy lemondott képviselők helyét időközi pótválasztásokon töltik be). Általában ötévenként tartanak alsóházi választásokat, de a miniszterelnök bármikor kérheti új választások kiírását, ha jónak látja.
Az uralkodó jogilag ugyanolyan nélkülözhetetlen része a törvényalkotás folyamatának, mint a parlament. A törvények a királynő szentesítésével (Royal Assent) lépnek életbe, ezt a jóváhagyást azonban évszázadok óta nem tagadták meg. Hasonlóképpen számos, az uralkodót érintő döntéshez (például királyi család tagjainak házassága) a Parlament jóváhagyása kell. Egy extrém példa VIII. Eduárd 1936-os lemondása: a király elküldte lemondási szándékát (lemondónyilatkozatát) a parlamentnek, az erről törvényt hozott, amit megküldött a királynak, az aláírta, és ezzel szűnt meg királynak lenni.
A végrehajtó hatalom a parlamentben többséggel bíró párt által adott szűkebb kormány (kabinet) és elsősorban a miniszterelnök (a kormánypárt vezére, Leader) kezében van. A kormány a minisztériumok, az állami szintű közigazgatási szervek és más állami intézmények, az erőszakszervezetek, állami tulajdonban lévő vállalatok irányításáért felel.
Az Egyesült Királyságnak nincs egységes bírósági szervezete. Angliának és Walesnek közösen, valamint Skóciának és Észak-Írországnak külön-külön saját bírósági szervezete van. Országos illetékességgel csak a katonai bíróságok és a bevándorlási bíróság bír. A bíróságokat törvény (act of Parliament) hozza létre, működésükben függetlenek, igazgatásukról a Kormány egyik hivatala, Őfelsége Bírósági Szolgálata (Her Majesty's Courts and Tribunal Service) gondoskodik.[forrás?]
Az önkormányzat kétszintű, kivéve a 32 londoni kerületet és 36 egyéb városi kerületet.
Az anglikán egyház névleg az állam vallása, feje az uralkodó, legmagasabb rangú főpapja a canterbury érsek. Az 1707-es trónöröklési törvény (Act of Settlement) a katolikusokat és katolikussal házasságot kötőket kizárja az utódlásból.
A köztisztviselők (civil servants) a Korona szolgálói, a minisztereknek tartoznak felelősséggel. Ha a miniszter megy, a köztisztviselő marad. Számuk 1990-ben félmillió körül volt.

### Jogrendszer

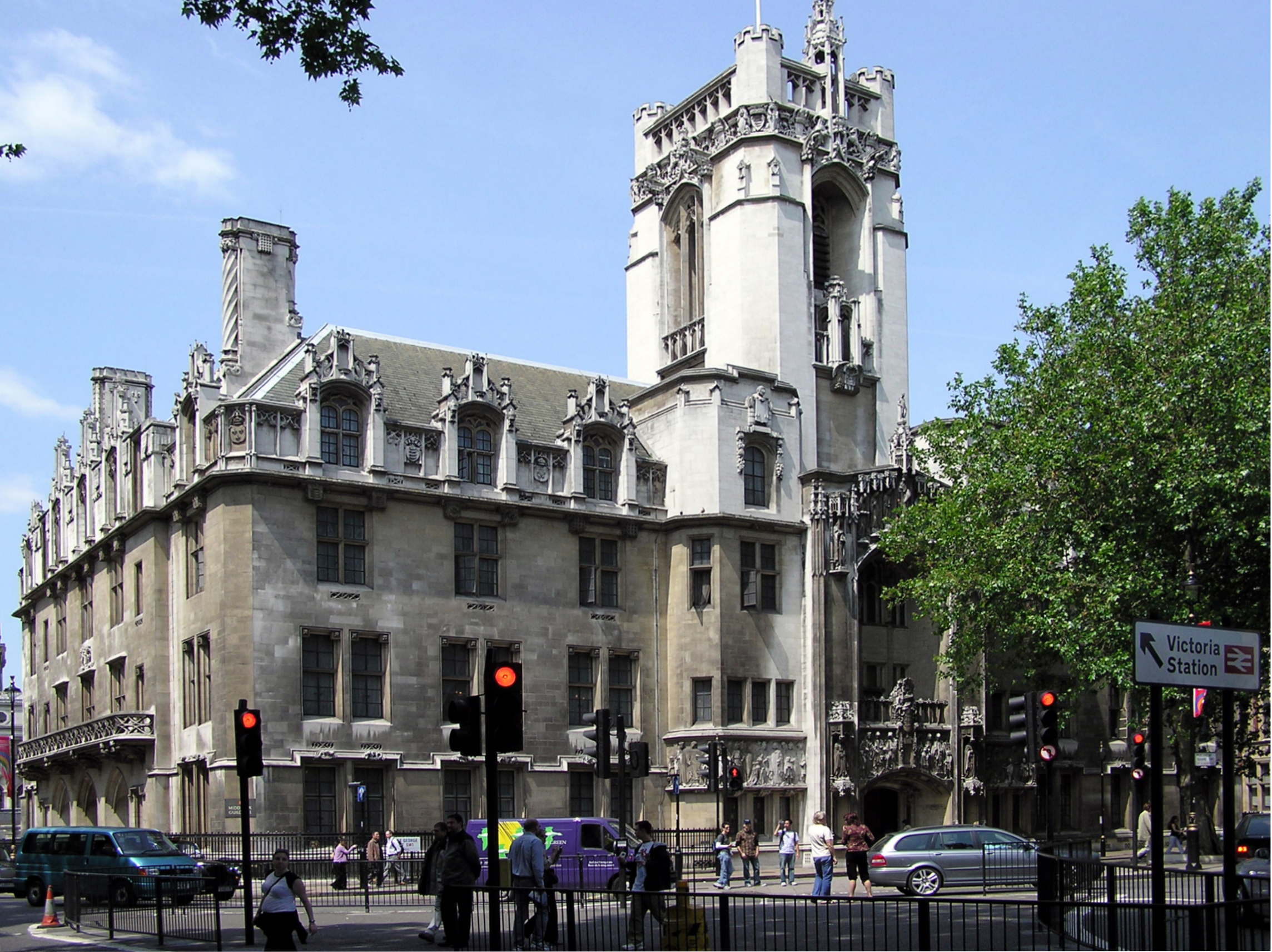
A legfelsőbb bíróság épülete, Middlesex Guildhall, London

Az angol jogrendszer a régi „common” és „equity” jogágakból, illetőleg egyéb parlamenti és uniós jogszabályból áll. A common-jog bírósági esetjog, precedenseken nyugszik, míg az equity- vagy méltányossági jog, az egyéb joggal nem szabályozott, a kancelláriához beadott kérvényekre adott döntésekből és ítéletekből összeálló joganyag.
Az angol jognak három jogforrása van:
1. A common law az emberi jogok íratlan szabályai. Egyes bűncselekmények (például az offense) még ma is ide tartoznak, mert soha nem határozták meg vagy kodifikálták (például a gyilkosság, murder).
2. A civil law tartalma a kodifikált (azaz a parlamenti jogalkotók által hozott), kötelező erejű törvények és más jogszabályok (statutory acts, statutory law). Az állampolgári jogok témakörével a Civil Rights Act foglalkozik.
3. A criminal law az előbbi jogforrásnak a bűncselekményekkel foglalkozó része (Criminal Law Act).
4. A bíróságok (court of law) szerveződése is eltér a magyarországitól, az egyszerűbb ügyek a Magistrate's Court-hoz tartoznak, a bonyolultabbak a Crown's Court-hoz.

Az ügyvédek közt is különbség van aszerint, hogy képviselhetnek-e valakit a bíróságon peres ügyben, vagy sem. A solicitor kapja az ügyféltől a megbízást, dolgozza ki az ügyet (védekezés stb.), majd a munkáját felhasználva a barrister jár el a bíróságon, és számára kell a végén komoly összeget fizetni, amiből az kifizeti a solicitort.
Nevezetes tulajdonsága az angol jogrendszernek, hogy az Egyesült Királyságban törvényesen vagy jogosan nem lehet erőt, erőszakot alkalmazni. Ebből az alapelvből számos olyan sajátosság következik, amely csak így érthető meg (például fegyvertelenül járőröző, de kétméteres rendőrök stb.). További érdekesség, hogy a törvény szerint mindenki csak olyasmivel foglalkozhat, amihez ért, vagy amire ki van képezve. Így illegális cselekedetnek számít, ha valaki nem jogász létére másnak jogi tanácsot ad. A bíróságon tilos véleményt nyilvánítani, csak a tényeket szabad elmondani – véleményének hangot peres ügyben csak igazságügyi szakértő adhat.

### Közigazgatási beosztás

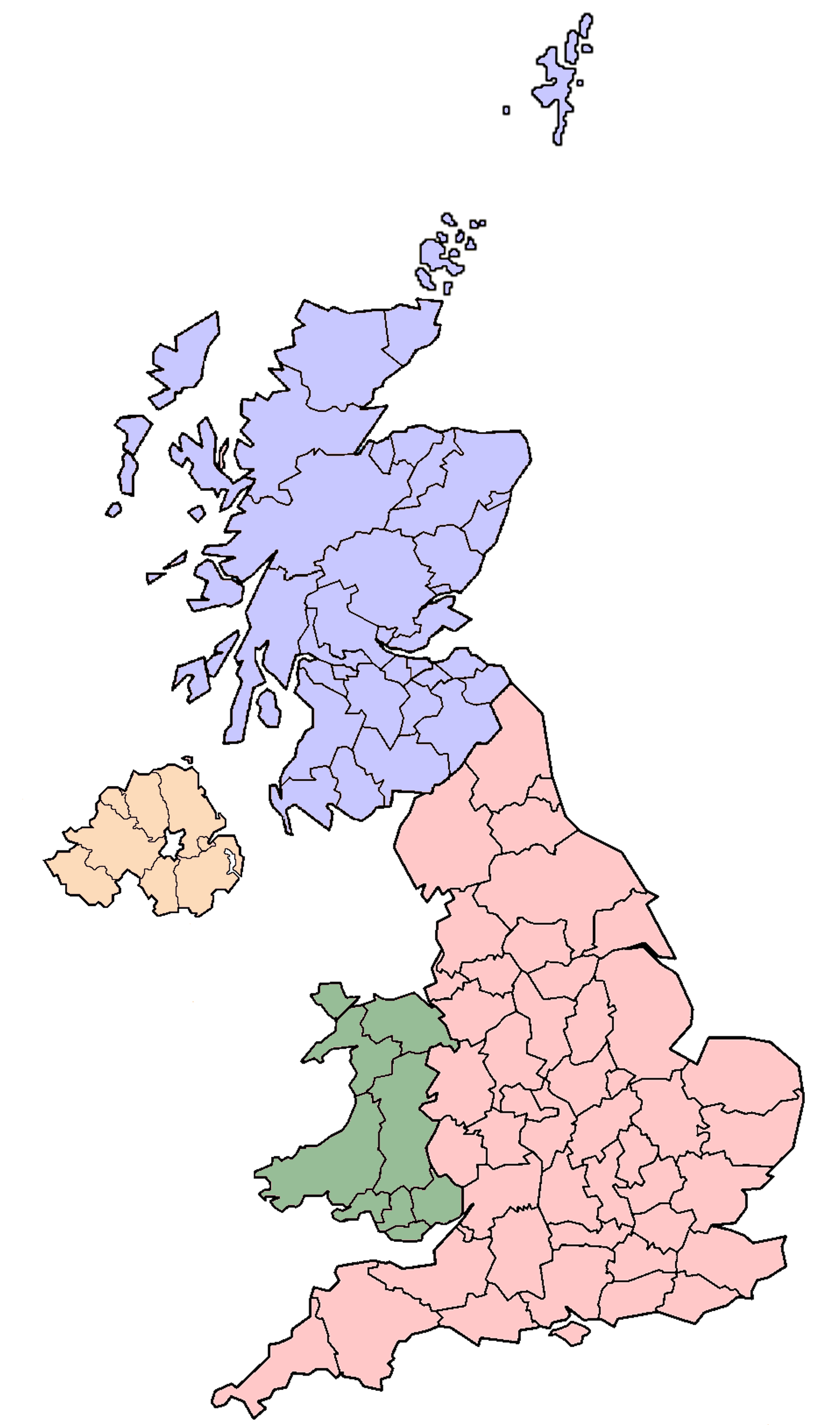
Az Egyesült Királyság részei
Anglia
Skócia
Wales
Észak-Írország

Az Egyesült Királyság négy alkotó nemzetből vagy alkotó országból áll. Skócia, Wales és Észak-Írország rendelkeznek saját nemzeti parlamenttel vagy gyűléssel, és végrehajtó szervekkel, bár Észak-Írországban ezeket felfüggesztették. A negyedik alkotó nemzet, Anglia, nem rendelkezik önálló parlamenttel vagy kormányzattal, mivel itt van az Egyesült Királyság parlamentjének és kormányának székhelye, amely közvetlenül irányítja Angliát.
Mind a négy nemzet közigazgatása helyi önkormányzatokra oszlik.
A lord lieutanancy-k (kb. helytartóság) egy vagy több megyére (county) kiterjedő jogkörű helyhatósági régió, élén a jogilag a királynő személyes képviselőjeként kinevezett (a régi magyar főispánhoz hasonló) Lord Lieutenant-okkal. E történelmi (katonai-közigazgatási) eredetű tisztség ma már jobbára ceremoniális, de az 1990-es évek óta zajló közigazgatási reform során több alkalommal is jelentős hatáskörrel bíró Lord Lieutenant-ot neveztek ki egyes, átszervezés alatt álló megyék élére, átmeneti jelleggel. 
| Zászló         | Ország         | Státusz   | Népesség   | Alsóbb közigazgatás                                     | City státuszú városok  |
| -------------- | -------------- | --------- | ---------- | ------------------------------------------------------- | ---------------------- |
| Anglia         | Anglia         | Monarchia | 50 431 700 | Régiók Nagyvárosi és nem nagyvárosi megyék Főispánságok | Anglia "city" városai  |
| Skócia         | Skócia         | Monarchia | 5 094 800  | Skót tanácsi területek Főispánságok                     | Skócia városai         |
| Wales          | Wales          | Hercegség | 2 958 600  | Egységes hatóságok Főispánságok                         | Wales városai          |
| Észak-Írország | Észak-Írország | Tartomány | 1 724 400  | Kerületek Hagyományos megyék                            | Észak-Írország városai |

Történelmileg a négy ország területét – a helyi közigazgatás céljainak megfelelően – megyékre (county, grófság) osztották. A megyék bizonyos mértékben még mindig léteznek közigazgatási és földrajzi egységként, de már nem képezik a helyi közigazgatás egyedüli alapját.
Angliát például a közelmúltban kilenc középszintű kormányzati régióra osztották.

### Politikai pártok
A brit politikai rendszert hagyományosan két nagy párt, a Konzervatív Párt és a Munkáspárt dominálja, jóllehet együttes szavazati arányuk az 1951-es 97%-ról mára 66% körülire olvadt. Mivel azonban a brit választási rendszer egyéni választókerületekre épül, a szavazatok relatív többségével (akár egyharmadával) is kormányzóképes többséget kaphat egy párt. Ugyancsak ebből adódik, hogy az egy-egy régióban erős pártok (például a Skót Nemzeti Párt) országos szinten alacsony szavazataránnyal is jelentősen több mandátumhoz juthatnak, mint az országos szinten közepesnek számító pártok (pl. a hagyományosan harmadik erőnek számító Liberális Demokraták, vagy a 2010-es években megerősödött Egyesült Királyság Függetlenségi Pártja).
A legjelentősebb politikai pártok a 2019. december 12-i választások előzetes eredményei alapján:

| Párt                                                    | Szavazatok aránya | Mandátumok száma |
| ------------------------------------------------------- | ----------------- | ---------------- |
| Konzervatív Párt (Conservative)                         | 43.6%             | 365              |
| Munkáspárt (Labour)                                     | 32,1%             | 202              |
| Liberális Demokraták (Liberal Democrat)                 | 11.6%             | 11               |
| Skót Nemzeti Párt (SNP)                                 | 3.9%              | 48               |
| Demokratikus Unionista Párt (Democratic Unionist Party) | 1.2%              | 8                |
| Sinn Féin                                               | 1.1%              | 7                |
| Anglia és Wales Zöld Pártja (Green Party)               | 3,8%              | 1                |
| Plaid Cymru                                             | 0,6%              | 4                |
| Egyéb                                                   | 0,9%              | 5                |

## Népesség

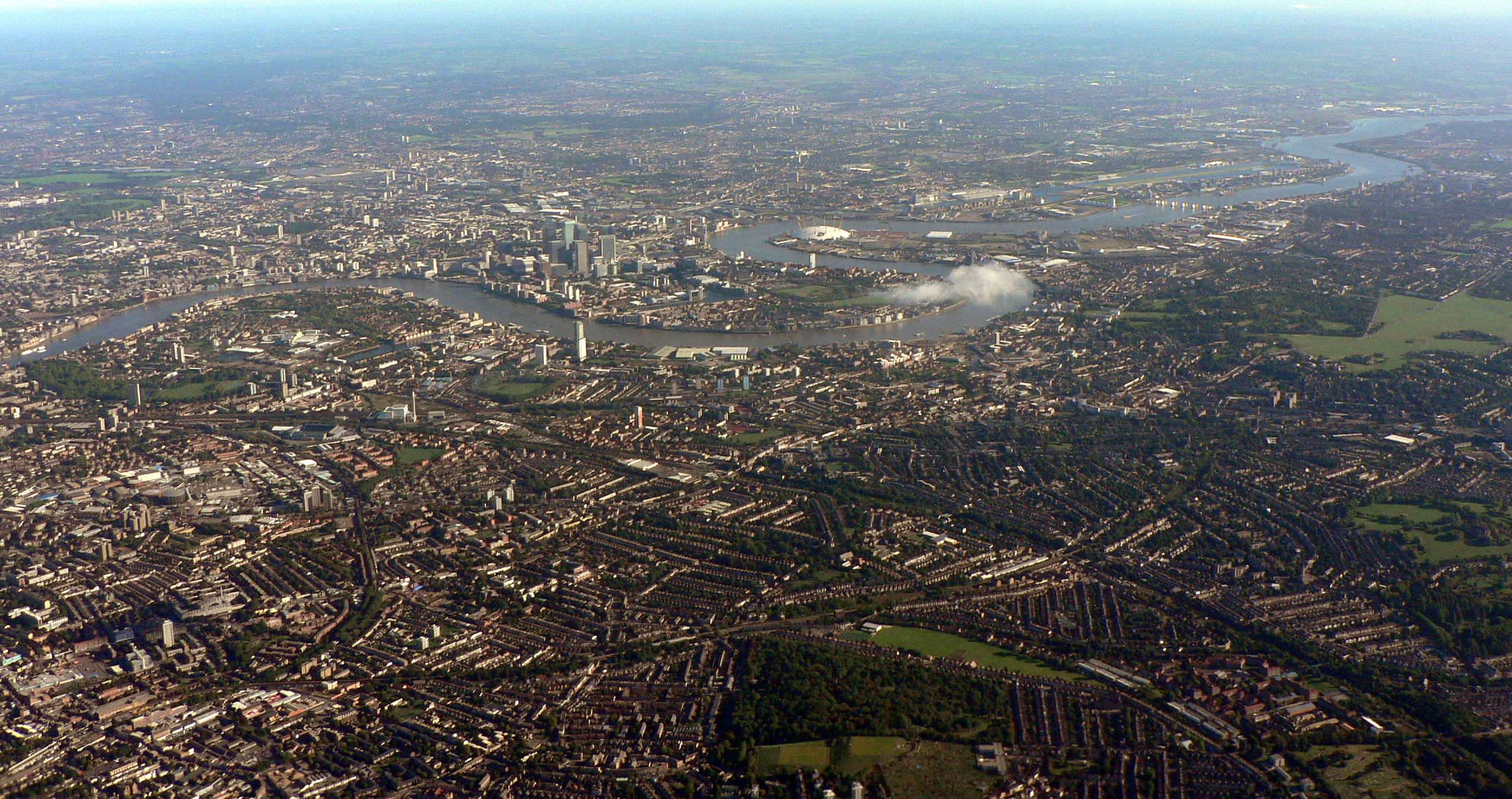
A főváros, London keleti része

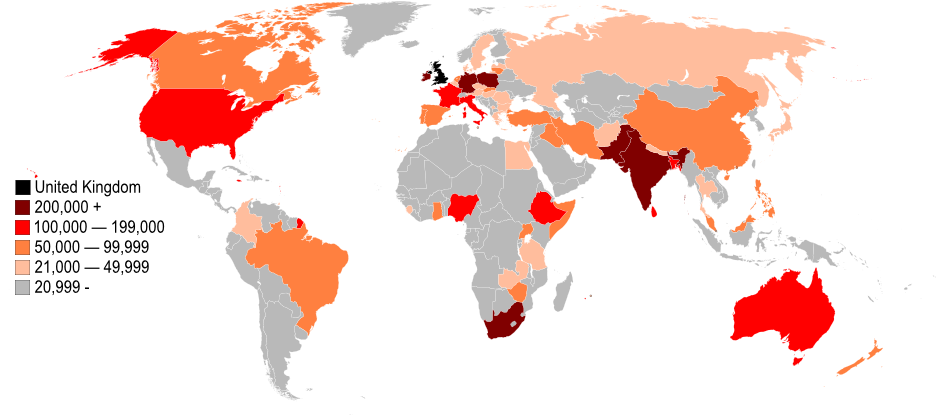
Az Egyesült Királyságban élő, külföldön született népesség aránya a világ országaiból (2008)

### Általános adatok
- Népesség: 64 105 700 fő (2013. július) (58 789 194 a 2001-es népszámláláson)
- Népsűrűség: 246 fő/km²
- Népességnövekedés: 0,28% (2006)
- Születéskor várható átlagos élettartam: férfiak – 76 év, nők – 81 év (2006, becslés)
- Életkor szerinti megoszlás: 0-14 éves – 17,5%, 15-64 éves – 66,8%, 65 év feletti – 15,8%
- Városi lakosság aránya: 89%
- Írástudatlanság: 1% alatt

### Népességnövekedés
Az 1970-es éveket követően a többi európai országhoz hasonlóan az Egyesült Királyságban is rohamosan visszaesett a születések száma. Ez a tendencia egészen 2000-ig tartott. A legalacsonyabb éves népességnövekedés 2001-ben volt, amikor átlagosan egy nőre 1,63 gyermek jutott. Ez az érték azóta folyamatosan növekszik. 2008-ban egy nőre már 1,96 gyermek jutott. A bevándorlás és a születések számának növekedése mellett meghatározó tényező az átlagos várható élettartam emelkedése is. Ha ez a tendencia hosszú távon is folytatódik, a 2017-es 66 milliós lakosságszám 2050-re akár 77 millióra is emelkedhet.
Népességének változása:
| Lakosok száma | 27 368 800 | 36 015 500 | 41 538 200 | 39 582 000 | 46 666 000 | 50 381 500 | 54 943 600 | 56 422 072 | 58 892 514 | 67 326 569 |
|               | 1851       | 1885       | 1901       | 1918       | 1934       | 1950       | 1967       | 1984       | 2000       | 2021       |

### Legnépesebb települések

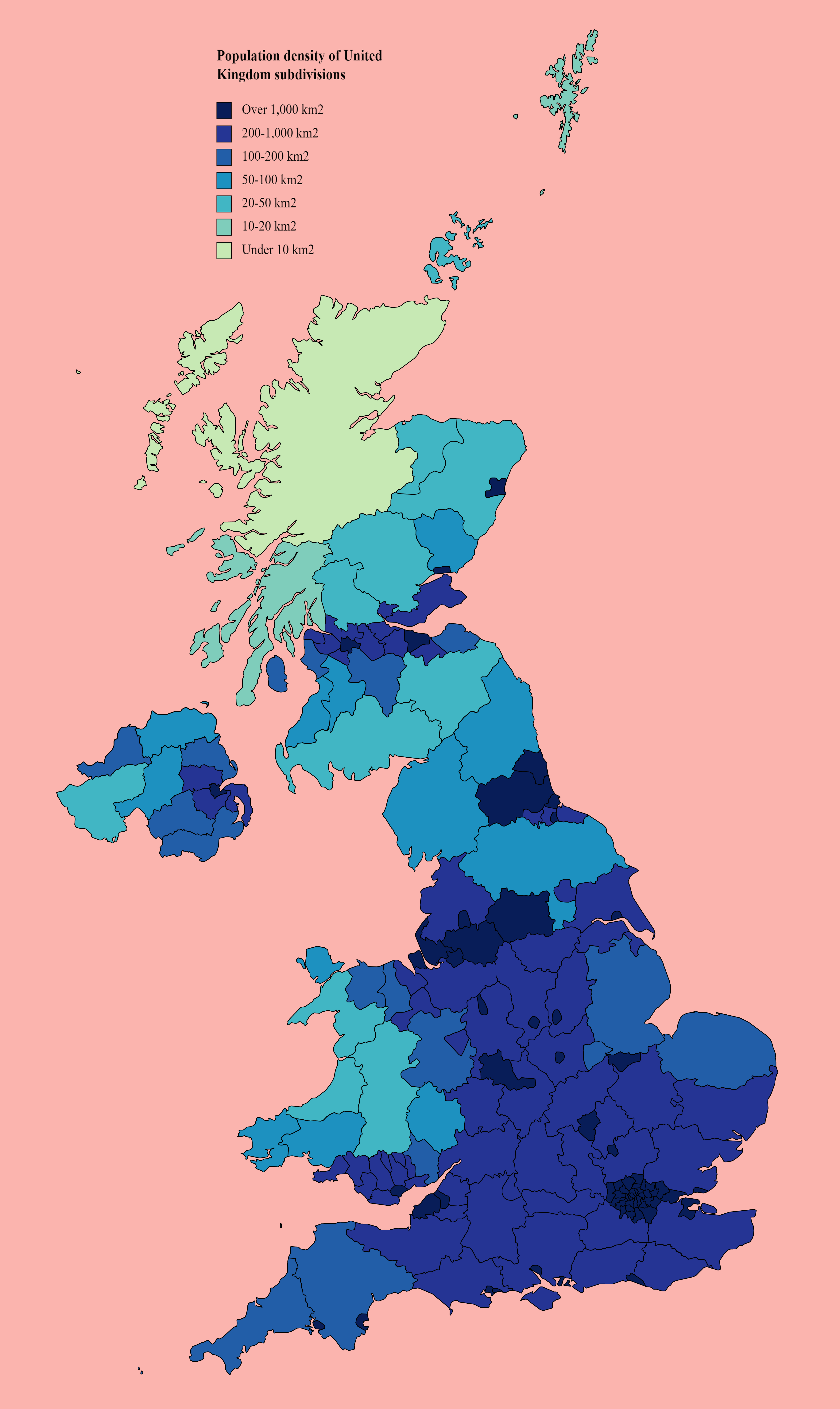
Egyesült Királyság népsűrűsége 2022-ben

### Etnikai, nyelvi megoszlás
Hivatalos nyelv: angol (→ brit angol), regionálisan: walesi, gael

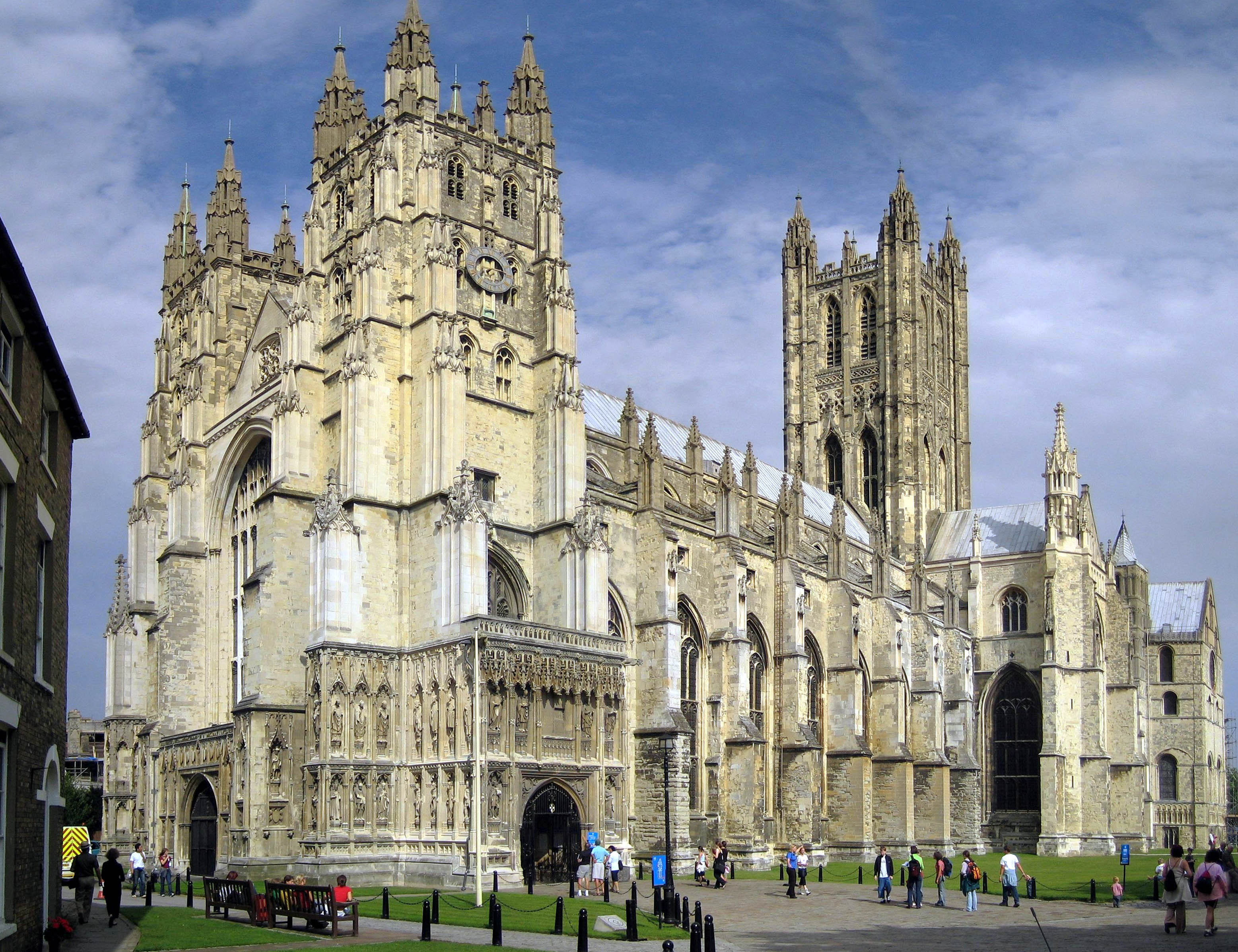
Church of England egy temploma: a Canterburyi katedrális

Etnikai megoszlás 2011-ben :
- 87% – fehér,
- 3% – fekete,
- 2,3% – indiai,
- 1,9% – pakisztáni,
- 0,7% – bangladesi,
- 0,7% – kínai,
- 1,4% – más ázsiai,
- 2% – kevert etnikumú,
- 1% – egyéb

### Vallási megoszlás
Vallási megoszlás 2011-ben :
- keresztény (főleg anglikán, római katolikus, presbiteriánus, metodista) – 59,5%,
- muszlim – 4,4%,
- hindu – 1,3%,
- egyéb, ismeretlen – 9,1%,
- felekezeten kívüli – 25,7%

## Gazdaság

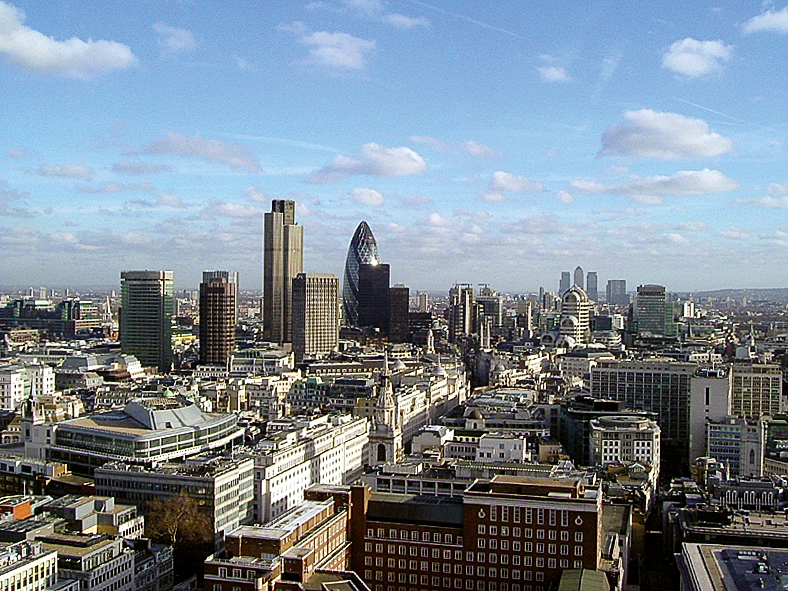
London Európa és a világ egyik legnagyobb pénzügyi központja

Fejlett ipari ország, nem véletlen hogy az Egyesült Királyságot a „világ műhelyeként” emlegették a 17–18. században kibontakozott az ipari forradalom idején. A 20. században erős hanyatlás következett, amelyet az 1970-es években sikerült megállítani.
A szolgáltatások, különösen a banki, biztosítási és üzleti ágazatok a brit GDP növekedésének kulcsfontosságú mozgatórugói. Eközben a feldolgozóipar jelentősége csökkent, de még mindig a gazdaság mintegy 10%-át adja.
A Királyság gazdasága lassulni kezdett az EU-ból való kilépésről szóló 2016. júniusi népszavazás óta. 2020 januárjának végén elhagyta az EU-t. A Cambridge-i Egyetem gazdaságkutató műhelye, a Cambridge Econometrics átfogó elemzésében arról számolt be 2024 januárjában, hogy a Brexit addig legalább 140 milliárd fontos kárt okozott az országnak, egy évtizedes távlatban pedig 311 milliárd font veszteséget prognosztizáltak.
2018-ban a bruttó nemzeti összterméke (PPP értékben) 3000 milliárd dollár fölé mászott, ezzel Európa egyik legnagyobb gazdasága.

### Gazdasági adatok
A Királyság gazdasági adatai 2012-2018 között:

| Év            | GDP (milliárd US$ PPP) | GDP per fő (US$ PPP) | GDP növekedés (reál) | Infláció | Munkanélküliség | Államadósság (GDP %-ban) |
| ------------- | ---------------------- | -------------------- | -------------------- | -------- | --------------- | ------------------------ |
| 2012          | 2 420,5                | 37 995               | 1,4%                 | 2,8%     | 8,0%            | 84,5%                    |
| 2013          | 2 510,0                | 39 154               | 2,0%                 | 2,6%     | 7,6%            | 85,6%                    |
| 2014          | 2,633,1                | 40 762               | 2,9%                 | 1,5%     | 6,2%            | 87,0%                    |
| 2015          | 2 724,1                | 41 839               | 2,3%                 | 0,0%     | 5,4%            | 87,9%                    |
| 2016          | 2 820,2                | 42 959               | 1,8%                 | 0,7%     | 4,9%            | 87,9%                    |
| 2017          | 2 925,7                | 44 301               | 1,8%                 | 2,7%     | 4,4%            | 87,1%                    |
| 2018 (becsl.) | 3 038,8                | 45 741               | 1,4%                 | 2,5%     | 4,1%            | 86,8%                    |

### Bányászat
A Pennine-hegységben lévő kőszénbányák nagy részét az utóbbi időkben megszüntették, főként a környezetszennyezés, és a hatástalan felhasználás miatt.
Kőolajat és földgázt jelenleg is az Északi-tengeren termelnek ki, ebből exportra is jut.

### Energiatermelés
Egyre nagyobb szerepe van a megújuló, környezetkímélő energiák felhasználásának. 2017-ben a villamosenergia termelés 41%-a származott megújuló energiaforrásokból. 2024-ben bezárták az utolsó még működő szénerőművet Ratcliffe-on-Soar-ban, ezzel véget ért a fosszilis tüzelőanyagból történő energiatermelés 142 éves korszaka. 

### Ipar
A vas- és színesfémkohászat a kikötővárosokban jelentős. A feldolgozóipar jelentős ágazatai: autógyártás, repülőgyártás, elektronika, számítástechnikai ipar, háztartási gépek gyártása, textil- és ruhaipar, vegyipar. A feldolgozóipar termékeit a főváros környékén, az egyetemi városokban és a kikötővárosokban állítják elő. Az ország legnagyobb ipari városa Birmingham. A feldolgozóipart korszerű technológiai eljárások, és kiváló minőségű termékek jellemzik.

### Mezőgazdaság
Az angol farmok korszerű termelési eszközöket alkalmaznak. A zöldség- és a gyümölcstermesztéssel főként a városokat látják el. Hatékony és belterjes termelés folyik a szántóföldeken is. Az állattenyésztésben a juhtenyésztés a legjellemzőbb.

### Külkereskedelem
- Exporttermékek: műszaki berendezések és alkatrészek, vegyipari termékek, közszükségleti cikkek, kőolaj, közlekedési eszközök, élelmiszer, dohány.
- Importtermékek: ipari termékek, gépek, üzemanyagok; élelmiszer

Legfőbb kereskedelmi partnerek (2017-ben):
- Export: USA 13,2%, Németország 10,5%, Franciaország 7,4%, Hollandia 6,2%, Írország 5,6%, Kína 4,8%, Svájc 4,5%
- Import: Németország 13,7%, USA 9,5%, Kína 9,3%, Hollandia 8%, Franciaország 5,4%, Belgium 5%

## Közlekedés

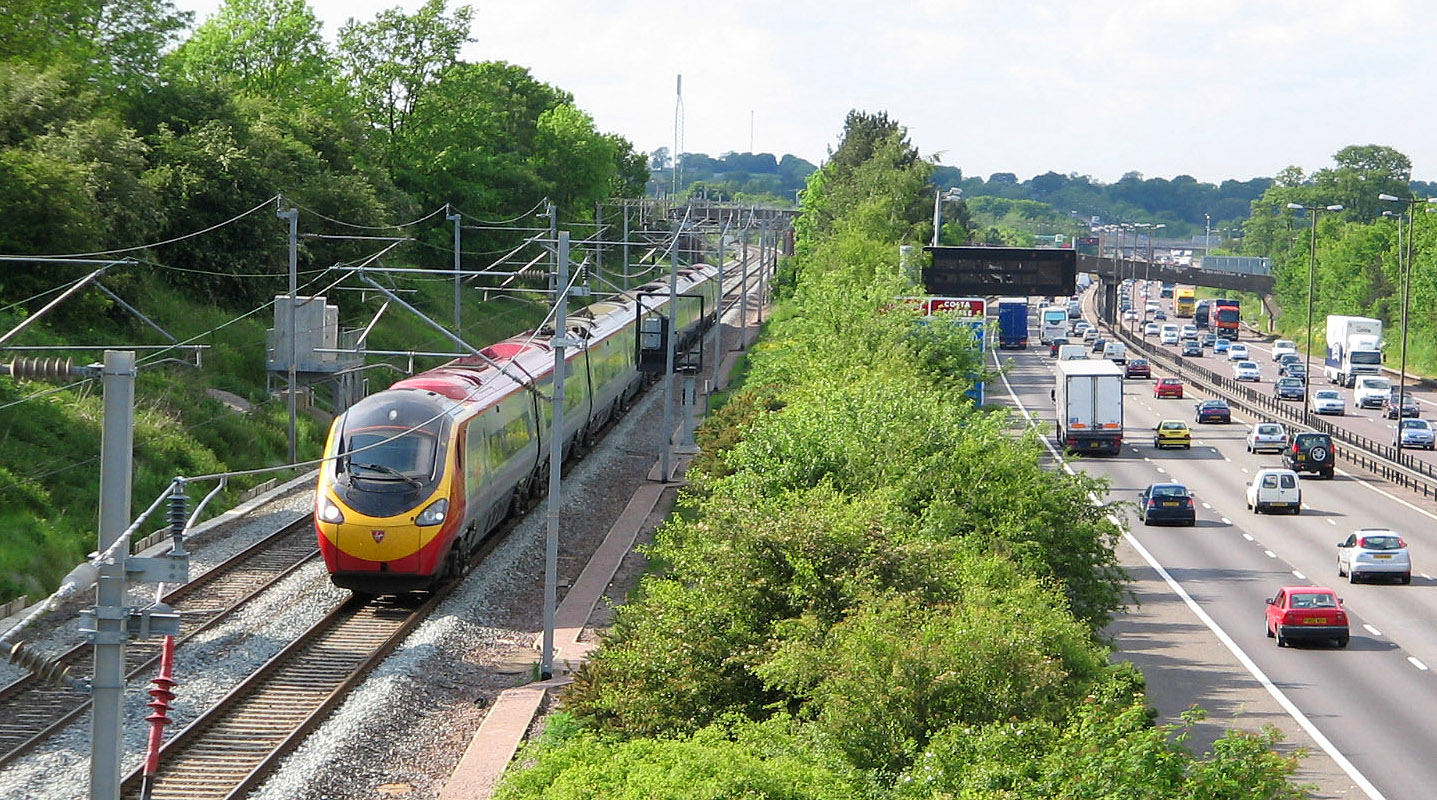
A West Coast Main Line egy vonattal és az M1-es autópálya egy képe

A közúti forgalom nagysága 2015-ben

### Vasút
- Vasútvonalak hossza: 16 878 km

### Közút
- Közutak hossza: 372 000 km
- Az országban bal oldali közlekedés és szabályok vannak életben.

### Vízi
A 2010-es években a külföldi áruszállítás kb. 95% -a tengeri úton érkezik az Egyesült Királyságba (érték szerint 75%). Három fő kikötője :
- Grimsby és Immingham a keleti parton
- London kikötője a Temze folyón
- Milford Haven Wales délnyugati részén.

Egyéb főbb kikötők: Aberdeen, Avonmouth, Barrow, Barry, Belfast, Boston, Bristol, Cairnryan, Cardiff, Dover, Edinburgh/Leith, Falmouth, Felixstowe, Fishguard, Glasgow, Gloucester, Grangemouth, Grimsby, Harwich, Heysham, Holyhead, Hull, Kirkwall, Larne, Liverpool, Londonderry, Manchester, Oban, Peterhead, Plymouth, Poole, Port Talbot, Portishead, Portsmouth, Scapa Flow, Southampton, Stornoway, Stranraer, Sullom Voe, Swansea, Tees (Middlesbrough), Tyne (Newcastle).
Nemzetközi személyszállító kompok közlekednek a közeli országokba, például Franciaországba, Írországba, Belgiumba, Hollandiába és Spanyolországba.

### Légi
- Repülőterek száma: 540

A British Airways Nagy-Britannia nemzeti légitársasága.
Emellett sok fapados cég látja el az ország légiközlekedését.

## Telekommunikáció
|                | Egyesült Királyság területe | Koronafüggőségek    | Gyarmati területek  |
| -------------- | --------------------------- | ------------------- | ------------------- |
| Hívójel prefix | G, M, 2                     | 2, ZN-ZO, ZQ        | VP-VQ, VS, ZB-ZJ    |
| ITU zóna       | 28                          | Helyfüggő besorolás | Helyfüggő besorolás |
| CQ zóna        | 15                          | Helyfüggő besorolás | Helyfüggő besorolás |

## Kultúra
Az Egyesült Királyság rendkívül gazdag és sokféleséggel bíró kulturális örökséggel rendelkezik, és globálisan jelentős hozzájárulást nyújtott a zene, az irodalom és más művészetek területén is. A brit kultúra egyesíti országrészeinek, Anglia, Skócia, Wales és Észak-Írország kultúráját. Az Egyesült Királyság a világ egyik legrégebbi egyetemeivel rendelkezik, nagyfokú hozzájárulást nyújtott a filozófiához, a tudományhoz és a modern technológiához, és számos kiemelkedő tudós hazája és találmány szülőhelye volt.

### Kulturális világörökség

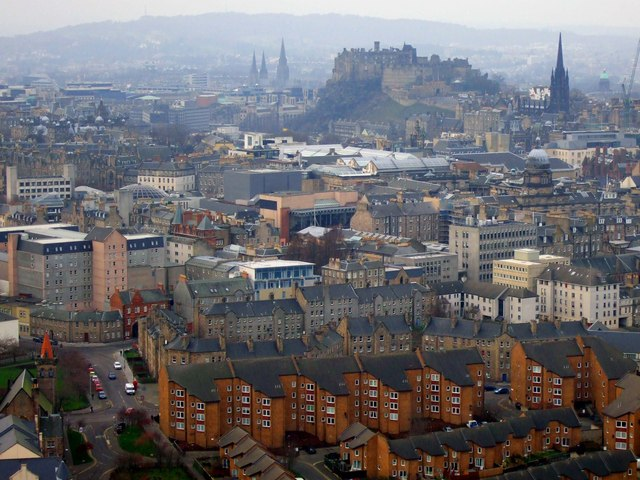
Edinburgh egy része

## Ünnepek

### Állandó ünnepek
- Január 1. – Újév
- Március 1. – Szent Dávid napja
- Április 23. – Szent György napja
- Október 31. – Halloween
- November 30. – Szent András napja
- December 25. – Karácsony

### Változó dátumú ünnepek
- Nagypéntek
- Húsvéthétfő
- Június második vasárnapja – Nemzeti ünnep – II. Erzsébet születésnapja 1926

## Turizmus
Az idegenforgalom jelentős. 2011-ben 29 millió turista érkezett az Egyesült Királyságba.
London az idegenforgalomban, 2016-ban a 2. leglátogatottabb város volt a világon.
Az ország fő célpontjai London, Edinburgh, Oxford, Cambridge, York és Canterbury. A legnépszerűbb idegenforgalmi városok közé tartozik London, Edinburgh és Manchester és a fontosabb látnivalók közé a Westminster-palota, a London Eye és Edinburgh-i vár.
Ezeken kívül a Királyság ad otthont összesen 32 világörökségi helyszínnek is.

Az a tíz angliai város, amelyet a külföldi turisták leginkább felkerestek 2019-ben:
- London - A sokmilliós nagyváros, a pénzügy, a divat, művészet és kultúra fővárosa.
- Manchester - Kulturális, sport-, szórakoztató-, bevásárló- és médiaközpont.
- Birmingham - az Egyesült Királyság egyik legnagyobb városa, az angliai ipari terület szívében.
- Liverpool - A Beatles otthona, egy kozmopolita város, amely élénk éjszakai életéről, gazdag kulturális örökségéről, vízpartjáról, építészetéről, valamint zenéjéről és sportjáról híres.
- Brighton és Hove - tengerparti üdülőhely és egyetemi város, gazdag kultúrával és élénk éjszakai élettel.
- Bristol - élénk művészeti élet, történelmi épületek és vízparti terület Nyugat-Anglia legnagyobb városában.
- Oxford és Cambridge - rangos egyetemi városok, múzeumokkal és parkokkal.
- Bath - az UNESCO világörökség része, építészetéről, kertjeiről, parkjairól és múzeumairól is híres város.
- Leeds - Nyugat-Yorkshire kulturális, pénzügyi és kereskedelmi központja

## Sport

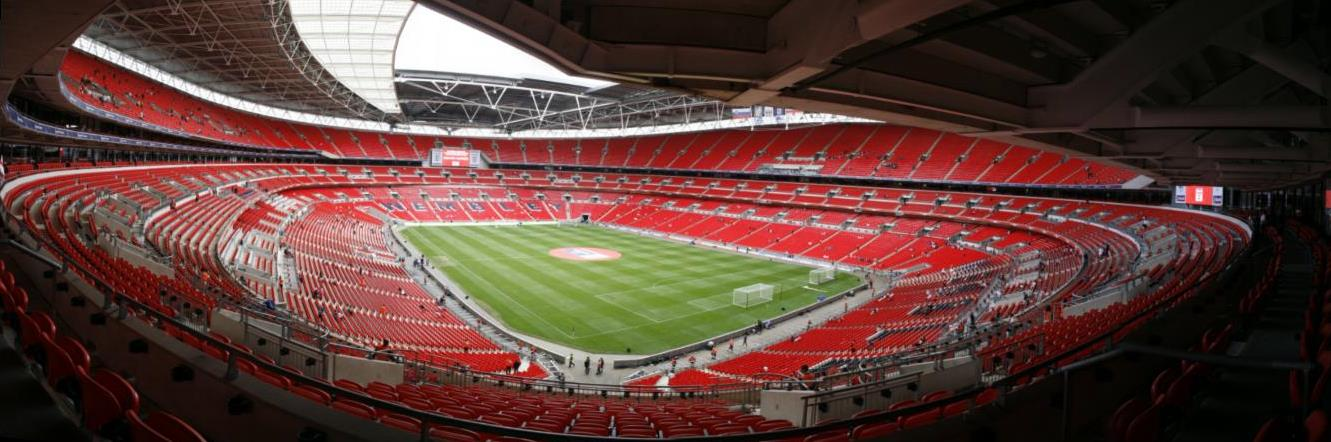
A Wembley Stadion Londonban

Anglia nemzeti sportjai a rögbi, a lovaspóló és a krikett.

### Labdarúgás
- Bővebben: Angol labdarúgó-bajnokság (első osztály)
- Bővebben: Angol labdarúgó-válogatott, Angol női labdarúgó-válogatott, Skót labdarúgó-válogatott, Walesi labdarúgó-válogatott, Északír labdarúgó-válogatott
- Bővebben: English Football League

#### Eredmények
- Világbajnokság: 1966 – aranyérem
- Európa-bajnokság: 1968 – bronzérem
- Olimpia: 1908, 1912 – aranyérem (Nagy-Britannia néven)

A mostani labdarúgás jeles képviselői: David Beckham, Michael Owen, John Terry, Frank Lampard, Ashley Cole, Joe Cole, Steven Gerrard stb.
Az angol futballszövetséget 1863-ban alapították. FIFA-tag folyamatosan 1946-tól. UEFA-tag 1954-től. A klubok száma körülbelül 41 ezer, az igazolt játékosok pedig meghaladják a 2 millió főt is. Az „A” válogatott szövetségi kapitánya Roy Hodgson.
Az első osztályban 20 csapat szerepel: West Ham United FC, Chelsea FC, Arsenal FC, Tottenham Hotspur FC, Fulham FC, Reading FC, Portsmouth FC, West Bromwich Albion FC, Aston Villa FC, Hull City AFC, Manchester City FC, Manchester United FC, Liverpool FC, Everton FC, Blackburn Rovers FC, Stoke City FC, Bolton Wanderers FC, Middlesbrough FC, Sunderland AFC és a Newcastle United FC.

### Formula–1
Nagy-Britannia a Formula–1 történetének legsikeresebb nemzete, ugyanis ők adták a sportág 10 világbajnokát is a 32-ből, olyanokat, mint például Jackie Stewart, Jim Clark, Mike Hawthorn, John Surtees, James Hunt, Graham Hill, Damon Hill, Nigel Mansell. Jelenleg kiemelkedő tehetségű versenyzőjük a modern kategóriában Lewis Hamilton, az eddigi második legfiatalabb világbajnok és az első színesbőrű pilóta a sportágban 2007-től. A 2009-es Formula–1-es bajnok is brit, Jenson Button személyében, akik 2010-ben nemzeti csapatot alkottak pilótatársakként a McLaren autóiban. A Ferrari után a második legsikeresebb csapat, a McLaren-Honda is brit színekben versenyez. A csapat székhelye az angliai Woking, a csapat tulajdonosa a szintén brit Ron Dennis, aki sokáig csapatfőnökként is tevékenykedett a gárdánál, helyét 2009-től Martin Whitmarsh vette át. Szintén hasonlóan sikeres az angliai Williams F1-es csapat, melynek csapatfőnöke Frank Williams. 1950-ben Anglia adott otthont az első Formula–1-es nagydíjnak is a legendás silverstone-i versenypályán, mely egy második világháborús katonai repülőtérből lett kialakítva. A mai napig kisebb-nagyobb megszakításokkal ezen a helyszínen vagy Doningtonban rendezik a versenyeket. A 2009-es konstruktőri világbajnokságot a brit Brawn GP nyerte meg, amit a szintén angol Ross Brawn irányít, köztudott róla a paddockban, hogy egy technikai-taktikai zseni, többek között Michael Schumacher is sokat köszönhet neki. A F1 első embere, Bernie Ecclestone is brit, csakúgy, mint a 2009-ben leköszönt volt FIA (Nemzetközi Automobil Szövetség)-elnök, Max Mosley.

### Rali
A WRC (World Rally Championship) eddigi brit világbajnokai: Colin McRae (1995) és Richard Burns (2001). A WRC rali brit futamát Walesben bonyolítják le.
Az IRC (Interkontinentális Ralibajnokság), a 2. legnevesebb rali-versenysorozat 2009-ben brit bajnokot avatott Kris Meeke személyében, IRC-raliszakaszokat Skóciában is rendeznek.

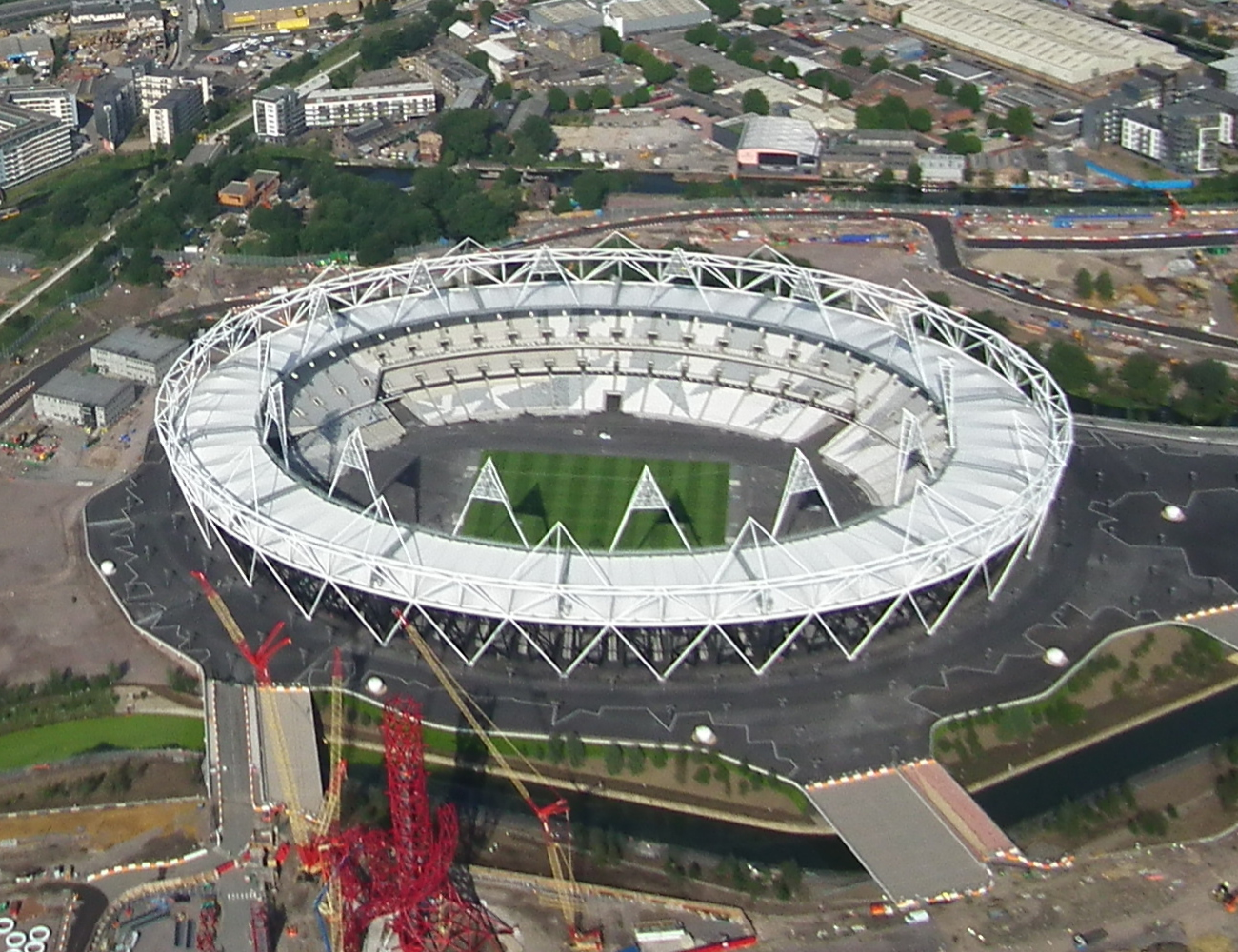
A 2012-es londoni olimpiai stadion

### Olimpia
Eddig három olimpiát, az 1908-as, az 1948-as és a 2012-es játékokat rendezték Londonban. Nagy-Britannia eddig 246 aranyérmet szerzett az olimpiák során. A nyári sportokban az atlétika, a téli sportokban a műkorcsolya a legnépszerűbb a brit sportolók körében.

## Ajánlott irodalom
- O'Driscoll, James. Britain, Revised and updated edition, Oxford University Press (2005). ISBN 978-0-19-432429-8
- Paár Gabriella: Az Egyesült Királyság, Változó Világ 33. Budapest, Press Publica (2003) ISBN 963 9001 51 1